# Тур ATP 2021
Тур ATP 2021 - всесвітній елітний професійний цикл тенісних турнірів, організований Асоціацією тенісистів-професіоналів як частина тенісного сезону 2021 року. Календар включав турніри Великого шолома (проводяться Міжнародною федерацією тенісу (ITF)), Фінал ATP, турніри серії Мастерс, турніри категорій 500 і 250. Також до Туру входять Кубок Девіса (організований ITF) та Фінал Світового Туру ATP. Крім того, до офіційного переліку турнірів входили Олімпійські ігри в Токіо (перенесені з 2020 року), Кубок Лейвера та Фінал Наступного Покоління ATP за які очки учасникам не нараховувались.

## Розклад
Нижче наведено повний розклад турнірів на 2020 рік, включаючи перелік тенісистів, які дійшли на турнірах щонайменше до чвертьфіналу.
Легенда
| Турніри Великого шолома     |
| Фінал ATP                   |
| Тур ATP Мастерс             |
| Теніс на Олімпійських іграх |
| Тур ATP 500                 |
| Тур ATP 250                 |
| Командні змагання           |

### Січень
| Тиждень          | Турнір | Чемпіони                                               | Фіналісти                       | Півфіналісти                    | Чвертьфіналісти                                                          |
| ---------------- | --- | ------------------------------------------------------ | ------------------------------- | ------------------------------- | ------------------------------------------------------------------------ |
| 4 січня 11 січня | Delray Beach Open Делрей-Біч, США ATP Tour 250 $418,195 – Тверде – 28S/16Q/16D Одиночний розряд – Парний розряд | Губерт Гуркач 6–3, 6–3                                 | Себастьян Корда                 | Крістіан Гаррісон Кемерон Норрі | Джанлука Маґер Роберто Кірос Френсіс Тіафо Джон Ізнер                    |
| 4 січня 11 січня | Delray Beach Open Делрей-Біч, США ATP Tour 250 $418,195 – Тверде – 28S/16Q/16D Одиночний розряд – Парний розряд | Аріель Беар Ґонсало Ескобар 6–7(5–7), 7–6(7–4), [10–4] | Крістіан Гаррісон Раян Гаррісон | Крістіан Гаррісон Кемерон Норрі | Джанлука Маґер Роберто Кірос Френсіс Тіафо Джон Ізнер                    |
| 4 січня 11 січня | Antalya Open Анталія, Туреччина ATP Tour 250 €361,800 – Тверде – 32S/24Q/16D Одиночний розряд – Парний розряд   | Алекс де Мінор 2–0, ret.                               | Олександр Бублик                | Жеремі Шарді Давід Ґоффен       | Маттео Берреттіні Ян-Леннард Штруфф Ніколоз Басілашвілі Стефано Травалья |
| 4 січня 11 січня | Antalya Open Анталія, Туреччина ATP Tour 250 €361,800 – Тверде – 32S/24Q/16D Одиночний розряд – Парний розряд   | Нікола Мектич Мате Павич 6–2, 6–4                      | Іван Додіг Філіп Полашек        | Жеремі Шарді Давід Ґоффен       | Маттео Берреттіні Ян-Леннард Штруфф Ніколоз Басілашвілі Стефано Травалья |

### Лютий
| Тиждень            | Турнір | Чемпіони                                     | Фіналісти                          | Півфіналісти                   | Чвертьфіналісти                                                        |
| ------------------ | --- | -------------------------------------------- | ---------------------------------- | ------------------------------ | ---------------------------------------------------------------------- |
| 1 лютого           | ATP Cup Мельбурн, Австралія $4,500,000 – Тверде – 12 teams                                                                                             | Росія · 2–0                                  | Італія                             | Німеччина · Іспанія            |                                                                        |
| 1 лютого           | Great Ocean Road Open Мельбурн, Австралія ATP Tour 250 $382,575 – Тверде – 56S/24D Одиночний розряд – Парний розряд                                    | Яннік Сіннер 7–6(7–4), 6–4                   | Стефано Травалья                   | Тьяго Монтейро Карен Хачанов   | Джордан Томпсон Губерт Гуркач Міомір Кецмановіч Ботік ван де Зандсгулп |
| 1 лютого           | Great Ocean Road Open Мельбурн, Австралія ATP Tour 250 $382,575 – Тверде – 56S/24D Одиночний розряд – Парний розряд                                    | Джеймі Маррей Бруно Соарес 6–3, 7–6(9–7)     | Хуан Себастьян Кабаль Роберт Фара  | Тьяго Монтейро Карен Хачанов   | Джордан Томпсон Губерт Гуркач Міомір Кецмановіч Ботік ван де Зандсгулп |
| 1 лютого           | Murray River Open Мельбурн, Австралія ATP Tour 250 $382,575 – Тверде – 56S/24D Одиночний розряд – Парний розряд                                        | Ден Еванс 6–2, 6–3                           | Фелікс Оже-Аліассім                | Жеремі Шарді Корентен Муте     | Стен Вавринка Борна Чорич Їржі Веселий Григор Димитров                 |
| 1 лютого           | Murray River Open Мельбурн, Австралія ATP Tour 250 $382,575 – Тверде – 56S/24D Одиночний розряд – Парний розряд                                        | Нікола Мектич Мате Павич 7–6(7–2), 6–3       | Жеремі Шарді Фабріс Мартен         | Жеремі Шарді Корентен Муте     | Стен Вавринка Борна Чорич Їржі Веселий Григор Димитров                 |
| 8 лютого 15 лютого | Відкритий чемпіонат Австралії з тенісу Мельбурн, Австралія Grand Slam A$32,790,000 – Тверде 128S/128Q/64D/32X Одиночний розряд – Парний розряд – Мікст | Новак Джокович 7–5, 6–2, 6–2                 | Данило Медведєв                    | Аслан Карацев Стефанос Ціціпас | Александр Зверєв Григор Димитров Андрій Рубльов Рафаель Надаль         |
| 8 лютого 15 лютого | Відкритий чемпіонат Австралії з тенісу Мельбурн, Австралія Grand Slam A$32,790,000 – Тверде 128S/128Q/64D/32X Одиночний розряд – Парний розряд – Мікст | Іван Додіг Філіп Полашек 6–3, 6–4            | Ражів Рам Джо Солсбері             | Аслан Карацев Стефанос Ціціпас | Александр Зверєв Григор Димитров Андрій Рубльов Рафаель Надаль         |
| 8 лютого 15 лютого | Відкритий чемпіонат Австралії з тенісу Мельбурн, Австралія Grand Slam A$32,790,000 – Тверде 128S/128Q/64D/32X Одиночний розряд – Парний розряд – Мікст | Барбора Крейчикова Ражів Рам 6–1, 6–4        | Саманта Стосур Меттью Ебден        | Аслан Карацев Стефанос Ціціпас | Александр Зверєв Григор Димитров Андрій Рубльов Рафаель Надаль         |
| 22 лютого          | Open Sud de France Монпельє, Франція ATP Tour 250 €323,970 – Тверде (i) – 28S/16Q/16D Одиночний розряд – Парний розряд                                 | Давід Ґоффен 5–7, 6–4, 6–2                   | Роберто Баутіста Аґут              | Петер Гойовчик Єгор Герасимов  | Уго Юмбер Денніс Новак Алехандро Давидович Фокіна Лоренцо Сонего       |
| 22 лютого          | Open Sud de France Монпельє, Франція ATP Tour 250 €323,970 – Тверде (i) – 28S/16Q/16D Одиночний розряд – Парний розряд                                 | Генрі Контінен Едуар Роже-Васслен 6–2, 7–5   | Джонатан Ерліх Андрій Василевський | Петер Гойовчик Єгор Герасимов  | Уго Юмбер Денніс Новак Алехандро Давидович Фокіна Лоренцо Сонего       |
| 22 лютого          | Córdoba Open Кордова (місто, Аргентина), Аргентина ATP Tour 250 $393,935 – Ґрунт (red) – 28S/32Q/16D Одиночний розряд – Парний розряд                  | Хуан Мануель Черундоло 6–0, 2–6, 6–2         | Альберт Рамос Віньолас             | Факундо Баньїс Федеріко Корія  | Дієго Шварцман Йозеф Ковалік Тьяго Монтейро Бенуа Пер                  |
| 22 лютого          | Córdoba Open Кордова (місто, Аргентина), Аргентина ATP Tour 250 $393,935 – Ґрунт (red) – 28S/32Q/16D Одиночний розряд – Парний розряд                  | Рафаель Матос Феліпе Малігені Алвеш 6–4, 6–1 | Ромен Арнеодо Бенуа Пер            | Факундо Баньїс Федеріко Корія  | Дієго Шварцман Йозеф Ковалік Тьяго Монтейро Бенуа Пер                  |
| 22 лютого          | Singapore Open Сінгапур, Сінгапур ATP Tour 250 $361,800 – Тверде (i) – 28S/16Q/16D Одиночний розряд – Парний розряд                                    | Олексій Попирин 4–6, 6–0, 6–2                | Олександр Бублик                   | Раду Албот Марин Чилич         | Адріан Маннаріно Нісіока Йосіхіто Квон Сун-ву Меттью Ебден             |
| 22 лютого          | Singapore Open Сінгапур, Сінгапур ATP Tour 250 $361,800 – Тверде (i) – 28S/16Q/16D Одиночний розряд – Парний розряд                                    | Сандер Жіє Йоран Вліґен 6–2, 6–3             | Меттью Ебден Джон-Патрік Сміт      | Раду Албот Марин Чилич         | Адріан Маннаріно Нісіока Йосіхіто Квон Сун-ву Меттью Ебден             |

### Березень
| Тиждень               | Турнір | Чемпіони                                             | Фіналісти                           | Півфіналісти                             | Чвертьфіналісти                                                     |
| --------------------- | --- | ---------------------------------------------------- | ----------------------------------- | ---------------------------------------- | ------------------------------------------------------------------- |
| 1 березня             | Rotterdam Open Роттердам, Нідерланди ATP Tour 500 €1,117,900 – Тверде (i) – 32S/16Q/16D Одиночний розряд – Парний розряд  | Андрій Рубльов 7–6(7–4), 6–4                         | Мартон Фучович                      | Борна Чорич Стефанос Ціціпас             | Нішікорі Кеі Томмі Пол Жеремі Шарді Карен Хачанов                   |
| 1 березня             | Rotterdam Open Роттердам, Нідерланди ATP Tour 500 €1,117,900 – Тверде (i) – 32S/16Q/16D Одиночний розряд – Парний розряд  | Нікола Мектич Мате Павич 7–6(9–7), 6–2               | Кевін Кравіц Горія Текеу            | Борна Чорич Стефанос Ціціпас             | Нішікорі Кеі Томмі Пол Жеремі Шарді Карен Хачанов                   |
| 1 березня             | Argentina Open Буенос-Айрес, Аргентина ATP Tour 250 $411,940 – Ґрунт (red) – 28S/32Q/16D Одиночний розряд – Парний розряд | Дієго Шварцман 6–1, 6–2                              | Франсіско Черундоло                 | Міомір Кецмановіч Альберт Рамос Віньолас | Хауме Мунар Ласло Дьєр Пабло Андухар Суміт Наґаль                   |
| 1 березня             | Argentina Open Буенос-Айрес, Аргентина ATP Tour 250 $411,940 – Ґрунт (red) – 28S/32Q/16D Одиночний розряд – Парний розряд | Томіслав Бркич Нікола Чачиц 6–3, 7–5                 | Аріель Беар Ґонсало Ескобар         | Міомір Кецмановіч Альберт Рамос Віньолас | Хауме Мунар Ласло Дьєр Пабло Андухар Суміт Наґаль                   |
| 8 березня             | Qatar Open Доха, Катар ATP Tour 250 $890,920 – Тверде – 28S/16Q/16D Одиночний розряд – Парний розряд                      | Ніколоз Басілашвілі 7–6(7–5), 6–2                    | Роберто Баутіста Аґут               | Андрій Рубльов Тейлор Фріц               | Домінік Тім Мартон Фучович Денис Шаповалов Роджер Федерер           |
| 8 березня             | Qatar Open Доха, Катар ATP Tour 250 $890,920 – Тверде – 28S/16Q/16D Одиночний розряд – Парний розряд                      | Аслан Карацев Андрій Рубльов 7–5, 6–4                | Маркус Даніелл Філіпп Освальд       | Андрій Рубльов Тейлор Фріц               | Домінік Тім Мартон Фучович Денис Шаповалов Роджер Федерер           |
| 8 березня             | Open 13 Марсель, Франція ATP Tour 250 €409,765 – Тверде (i) – 28S/16Q/16D Одиночний розряд – Парний розряд                | Данило Медведєв 6–4, 6–7(4–7), 6–4                   | П'єр-Юг Ербер                       | Меттью Ебден Уго Юмбер                   | Яннік Сіннер Карен Хачанов Артур Рендеркнек Стефанос Ціціпас        |
| 8 березня             | Open 13 Марсель, Франція ATP Tour 250 €409,765 – Тверде (i) – 28S/16Q/16D Одиночний розряд – Парний розряд                | Ллойд Ґласспул Харрі Хеліовара 7–5, 7–6(7–4)         | Сандер Арендс Давід Пел             | Меттью Ебден Уго Юмбер                   | Яннік Сіннер Карен Хачанов Артур Рендеркнек Стефанос Ціціпас        |
| 8 березня             | Chile Open Сантьяго, Чилі ATP Tour 250 $393,935 – Ґрунт (red) – 28S/32Q/16D Одиночний розряд – Парний розряд              | Крістіан Гарін 6–4, 6–7(3–7), 7–5                    | Факундо Баньїс                      | Даніель Елагі Ґалан Федеріко Дельбоніс   | Хуан Пабло Варільяс Роберто Карбальєс-Баена Ласло Дьєр Гольґер Руне |
| 8 березня             | Chile Open Сантьяго, Чилі ATP Tour 250 $393,935 – Ґрунт (red) – 28S/32Q/16D Одиночний розряд – Парний розряд              | Сімоне Болеллі Максімо Гонсалес 7–6(7–4), 6–4        | Федеріко Дельбоніс Хауме Мунар      | Даніель Елагі Ґалан Федеріко Дельбоніс   | Хуан Пабло Варільяс Роберто Карбальєс-Баена Ласло Дьєр Гольґер Руне |
| 15 березня            | Dubai Tennis Championships Дубай, ОАЕ ATP Tour 500 $2,048,855 – Тверде – 48S/24Q/16D Одиночний розряд – Парний розряд     | Аслан Карацев 6–3, 6–2                               | Ллойд Гарріс                        | Денис Шаповалов Андрій Рубльов           | Нішікорі Кеі Жеремі Шарді Яннік Сіннер Мартон Фучович               |
| 15 березня            | Dubai Tennis Championships Дубай, ОАЕ ATP Tour 500 $2,048,855 – Тверде – 48S/24Q/16D Одиночний розряд – Парний розряд     | Хуан Себастьян Кабаль Роберт Фара 7–6(7–0), 7–6(7–4) | Нікола Мектич Мате Павич            | Денис Шаповалов Андрій Рубльов           | Нішікорі Кеі Жеремі Шарді Яннік Сіннер Мартон Фучович               |
| 15 березня            | Mexican Open Акапулько, Мексика ATP Tour 500 $1,204,960 – Тверде – 32S/32Q/16D Одиночний розряд – Парний розряд           | Александр Зверєв 6–4, 7–6(7–3)                       | Стефанос Ціціпас                    | Лоренцо Музетті Домінік Кепфер           | Фелікс Оже-Аліассім Григор Димитров Кемерон Норрі Каспер Рууд       |
| 15 березня            | Mexican Open Акапулько, Мексика ATP Tour 500 $1,204,960 – Тверде – 32S/32Q/16D Одиночний розряд – Парний розряд           | Кен Скупскі Ніл Скупскі 7–6(7–3), 6–4                | Марсель Гранольєрс Орасіо Себальйос | Лоренцо Музетті Домінік Кепфер           | Фелікс Оже-Аліассім Григор Димитров Кемерон Норрі Каспер Рууд       |
| 22 березня 29 березня | Miami Open Маямі-Гарденс, США ATP Tour Masters 1000 $4,299,205 – Тверде – 96S/48Q/32D Одиночний розряд – Парний розряд    | Губерт Гуркач 7–6(7–4), 6–4                          | Яннік Сіннер                        | Роберто Баутіста Аґут Андрій Рубльов     | Данило Медведєв Олександр Бублик Себастьян Корда Стефанос Ціціпас   |
| 22 березня 29 березня | Miami Open Маямі-Гарденс, США ATP Tour Masters 1000 $4,299,205 – Тверде – 96S/48Q/32D Одиночний розряд – Парний розряд    | Нікола Мектич Мате Павич 6–4, 6–4                    | Ден Еванс Ніл Скупскі               | Роберто Баутіста Аґут Андрій Рубльов     | Данило Медведєв Олександр Бублик Себастьян Корда Стефанос Ціціпас   |

### Квітень
| Тиждень   | Турнір | Чемпіони                                   | Фіналісти                      | Півфіналісти                           | Чвертьфіналісти                                                     |
| --------- | --- | ------------------------------------------ | ------------------------------ | -------------------------------------- | ------------------------------------------------------------------- |
| 5 квітня  | Andalucía Open Марбелья, Іспанія ATP Tour 250 €408,800 – Ґрунт (red) – 28S/16Q/16D Одиночний розряд – Парний розряд                              | Пабло Карреньо Буста 6–1, 2–6, 6–4         | Хауме Мунар                    | Альберт Рамос Віньолас Карлос Алькарас | Квон Сун-ву Норберт Ґомбос Каспер Рууд Ілля Івашко                  |
| 5 квітня  | Andalucía Open Марбелья, Іспанія ATP Tour 250 €408,800 – Ґрунт (red) – 28S/16Q/16D Одиночний розряд – Парний розряд                              | Аріель Беар Ґонсало Ескобар 6–2, 6–4       | Томіслав Бркич Нікола Чачиц    | Альберт Рамос Віньолас Карлос Алькарас | Квон Сун-ву Норберт Ґомбос Каспер Рууд Ілля Івашко                  |
| 5 квітня  | Sardegna Open Кальярі, Італія ATP Tour 250 €408,800 – Ґрунт (red) – 28S/16Q/16D Одиночний розряд – Парний розряд                                 | Лоренцо Сонего 2–6, 7–6(7–5), 6–4          | Ласло Дьєр                     | Ніколоз Басілашвілі Тейлор Фріц        | Лоренцо Музетті Ян-Леннард Штруфф Яннік Ганфманн Аляж Бедене        |
| 5 квітня  | Sardegna Open Кальярі, Італія ATP Tour 250 €408,800 – Ґрунт (red) – 28S/16Q/16D Одиночний розряд – Парний розряд                                 | Лоренцо Сонего Андреа Вавассорі 6–3, 6–4   | Сімоне Болеллі Андрес Мольтені | Ніколоз Басілашвілі Тейлор Фріц        | Лоренцо Музетті Ян-Леннард Штруфф Яннік Ганфманн Аляж Бедене        |
| 12 квітня | Monte-Carlo Masters Рокбрюн-Кап-Мартен, Франція ATP Tour Masters 1000 €2,460,585 – Ґрунт (red) – 56S/28Q/28D Одиночний розряд – Парний розряд    | Стефанос Ціціпас 6–3, 6–3                  | Андрій Рубльов                 | Ден Еванс Каспер Рууд                  | Давід Ґоффен Алехандро Давидович Фокіна Рафаель Надаль Фабіо Фоніні |
| 12 квітня | Monte-Carlo Masters Рокбрюн-Кап-Мартен, Франція ATP Tour Masters 1000 €2,460,585 – Ґрунт (red) – 56S/28Q/28D Одиночний розряд – Парний розряд    | Нікола Мектич Мате Павич 6–3, 4–6, [10–7]  | Ден Еванс Ніл Скупскі          | Ден Еванс Каспер Рууд                  | Давід Ґоффен Алехандро Давидович Фокіна Рафаель Надаль Фабіо Фоніні |
| 19 квітня | Barcelona Open Барселона, Іспанія ATP Tour 500 €1,702,800 – Ґрунт (red) – 48S/24Q/16D Одиночний розряд – Парний розряд                           | Рафаель Надаль 6–4, 6–7(6–8), 7–5          | Стефанос Ціціпас               | Пабло Карреньо Буста Яннік Сіннер      | Кемерон Норрі Дієго Шварцман Андрій Рубльов Фелікс Оже-Аліассім     |
| 19 квітня | Barcelona Open Барселона, Іспанія ATP Tour 500 €1,702,800 – Ґрунт (red) – 48S/24Q/16D Одиночний розряд – Парний розряд                           | Хуан Себастьян Кабаль Роберт Фара 6–4, 6–2 | Кевін Кравіц Горія Текеу       | Пабло Карреньо Буста Яннік Сіннер      | Кемерон Норрі Дієго Шварцман Андрій Рубльов Фелікс Оже-Аліассім     |
| 19 квітня | Serbia Open Белград, Сербія ATP Tour 250 €711,800 – Ґрунт (red) – 28S/16Q/16D Одиночний розряд – Парний розряд                                   | Маттео Берреттіні 6–1, 3–6, 7–6(7–0)       | Аслан Карацев                  | Новак Джокович Даніель Таро            | Міомір Кецмановіч Джанлука Маґер Федеріко Дельбоніс Філіп Країнович |
| 19 квітня | Serbia Open Белград, Сербія ATP Tour 250 €711,800 – Ґрунт (red) – 28S/16Q/16D Одиночний розряд – Парний розряд                                   | Іван Сабанов Матей Сабанов 6–3, 7–6(7–5)   | Аріель Беар Ґонсало Ескобар    | Новак Джокович Даніель Таро            | Міомір Кецмановіч Джанлука Маґер Федеріко Дельбоніс Філіп Країнович |
| 26 квітня | Estoril Open Кашкайш, Португалія ATP Tour 250 €481,270 – Ґрунт (red) – 28S/16Q/16D Одиночний розряд – Парний розряд                              | Альберт Рамос Віньолас 4–6, 6–3, 7–6(7–3)  | Кемерон Норрі                  | Алехандро Давидович Фокіна Марин Чилич | Корентен Муте Уго Юмбер Кевін Андерсон Крістіан Гарін               |
| 26 квітня | Estoril Open Кашкайш, Португалія ATP Tour 250 €481,270 – Ґрунт (red) – 28S/16Q/16D Одиночний розряд – Парний розряд                              | Юго Нис Тім Пютц 7–5, 3–6, [10–3]          | Люк Бембрідж Домінік Інглот    | Алехандро Давидович Фокіна Марин Чилич | Корентен Муте Уго Юмбер Кевін Андерсон Крістіан Гарін               |
| 26 квітня | Bavarian International Tennis Championships Мюнхен, Німеччина ATP Tour 250 €481,270 – Ґрунт (red) – 28S/16Q/16D Одиночний розряд – Парний розряд | Ніколоз Басілашвілі 6–4, 7–6(7–5)          | Ян-Леннард Штруфф              | Ілля Івашко Каспер Рууд                | Александр Зверєв Філіп Країнович Норберт Ґомбос Джон Міллман        |
| 26 квітня | Bavarian International Tennis Championships Мюнхен, Німеччина ATP Tour 250 €481,270 – Ґрунт (red) – 28S/16Q/16D Одиночний розряд – Парний розряд | Веслі Колгоф Кевін Кравіц 4–6, 6–4, [10–5] | Сандер Жіє Йоран Вліґен        | Ілля Івашко Каспер Рууд                | Александр Зверєв Філіп Країнович Норберт Ґомбос Джон Міллман        |

### Травень
| Тиждень            | Турнір | Чемпіони                                             | Фіналісти                         | Півфіналісти                     | Чвертьфіналісти                                                             |
| ------------------ | --- | ---------------------------------------------------- | --------------------------------- | -------------------------------- | --------------------------------------------------------------------------- |
| 3 травня           | Madrid Open Мадрид, Іспанія ATP Tour Masters 1000 €3,226,325 – Ґрунт (red) – 56S/28Q/28D Одиночний розряд – Парний розряд                           | Александр Зверєв 6–7(8–10), 6–4, 6–3                 | Маттео Берреттіні                 | Домінік Тім Каспер Рууд          | Рафаель Надаль Джон Ізнер Олександр Бублик Крістіан Гарін                   |
| 3 травня           | Madrid Open Мадрид, Іспанія ATP Tour Masters 1000 €3,226,325 – Ґрунт (red) – 56S/28Q/28D Одиночний розряд – Парний розряд                           | Марсель Гранольєрс Орасіо Себальйос 1–6, 6–3, [10–8] | Нікола Мектич Мате Павич          | Домінік Тім Каспер Рууд          | Рафаель Надаль Джон Ізнер Олександр Бублик Крістіан Гарін                   |
| 10 травня          | Italian Open Rome, Італія ATP Tour Masters 1000 €2,563,710 – Ґрунт (red) – 56S/28Q/32D Одиночний розряд – Парний розряд                             | Рафаель Надаль 7–5, 1–6, 6–3                         | Новак Джокович                    | Лоренцо Сонего Рейллі Опелка     | Стефанос Ціціпас Андрій Рубльов Федеріко Дельбоніс Александр Зверєв         |
| 10 травня          | Italian Open Rome, Італія ATP Tour Masters 1000 €2,563,710 – Ґрунт (red) – 56S/28Q/32D Одиночний розряд – Парний розряд                             | Нікола Мектич Мате Павич 6–4, 7–6(7–4)               | Ражів Рам Джо Солсбері            | Лоренцо Сонего Рейллі Опелка     | Стефанос Ціціпас Андрій Рубльов Федеріко Дельбоніс Александр Зверєв         |
| 17 травня          | Geneva Open Женева, Швейцарія ATP Tour 250 €481,270 – Ґрунт (red) – 28S/16Q/16D Одиночний розряд – Парний розряд                                    | Каспер Рууд 7–6(8–6), 6–4                            | Денис Шаповалов                   | Пабло Андухар Пабло Куевас       | Домінік Штрікер Домінік Кепфер Григор Димитров Ласло Дьєр                   |
| 17 травня          | Geneva Open Женева, Швейцарія ATP Tour 250 €481,270 – Ґрунт (red) – 28S/16Q/16D Одиночний розряд – Парний розряд                                    | Джон Пірс (тенісист) Майкл Вінус 6–2, 7–5            | Сімоне Болеллі Максімо Гонсалес   | Пабло Андухар Пабло Куевас       | Домінік Штрікер Домінік Кепфер Григор Димитров Ласло Дьєр                   |
| 17 травня          | Lyon Open Ліон, Франція ATP Tour 250 €481,270 – Ґрунт (red) – 28S/16Q/16D Одиночний розряд – Парний розряд                                          | Стефанос Ціціпас 6–3, 6–3                            | Кемерон Норрі                     | Карен Хачанов Лоренцо Музетті    | Артур Рендеркнек Рішар Гаске Аляж Бедене Нісіока Йосіхіто                   |
| 17 травня          | Lyon Open Ліон, Франція ATP Tour 250 €481,270 – Ґрунт (red) – 28S/16Q/16D Одиночний розряд – Парний розряд                                          | Юго Нис Тім Пютц 6–4, 5–7, [10–8]                    | П'єр-Юг Ербер Ніколя Маю          | Карен Хачанов Лоренцо Музетті    | Артур Рендеркнек Рішар Гаске Аляж Бедене Нісіока Йосіхіто                   |
| 24 травня          | Emilia-Romagna Open Парма, Італія ATP Tour 250 €480,000 – Ґрунт (red) – 28S/16Q/16D Одиночний розряд – Парний розряд                                | Себастьян Корда 6–2, 6–4                             | Марко Чеккінато                   | Томмі Пол Хауме Мунар            | Нісіока Йосіхіто Ян-Леннард Штруфф Норберт Ґомбос Рішар Гаске               |
| 24 травня          | Emilia-Romagna Open Парма, Італія ATP Tour 250 €480,000 – Ґрунт (red) – 28S/16Q/16D Одиночний розряд – Парний розряд                                | Сімоне Болеллі Максімо Гонсалес 6–3, 6–3             | Олівер Марах Айсам-уль-Хак Куреші | Томмі Пол Хауме Мунар            | Нісіока Йосіхіто Ян-Леннард Штруфф Норберт Ґомбос Рішар Гаске               |
| 24 травня          | Belgrade Open Белград, Сербія ATP Tour 250 €511,000 – Ґрунт (red) – 28S/16Q/16D Одиночний розряд – Парний розряд                                    | Новак Джокович 6–4, 6–3                              | Алекс Молчан                      | Андрей Мартін Федеріко Дельбоніс | Федеріко Корія Душан Лайович Фернандо Вердаско Роберто Карбальєс-Баена      |
| 24 травня          | Belgrade Open Белград, Сербія ATP Tour 250 €511,000 – Ґрунт (red) – 28S/16Q/16D Одиночний розряд – Парний розряд                                    | Джонатан Ерліх Андрій Василевський 6–4, 6–1          | Андре Ґоранссон Рафаель Матос     | Андрей Мартін Федеріко Дельбоніс | Федеріко Корія Душан Лайович Фернандо Вердаско Роберто Карбальєс-Баена      |
| 31 травня 7 червня | Відкритий чемпіонат Франції з тенісу Paris, Франція Grand Slam €34,367,215 – Ґрунт (red) 128S/128Q/64D/16X Одиночний розряд – Парний розряд – Мікст | Новак Джокович 6–7(6–8), 2–6, 6–3, 6–2, 6–4          | Стефанос Ціціпас                  | Рафаель Надаль Александр Зверєв  | Маттео Берреттіні Дієго Шварцман Алехандро Давидович Фокіна Данило Медведєв |
| 31 травня 7 червня | Відкритий чемпіонат Франції з тенісу Paris, Франція Grand Slam €34,367,215 – Ґрунт (red) 128S/128Q/64D/16X Одиночний розряд – Парний розряд – Мікст | П'єр-Юг Ербер Ніколя Маю 4–6, 7–6(7–1), 6–4          | Олександр Бублик Андрій Голубєв   | Рафаель Надаль Александр Зверєв  | Маттео Берреттіні Дієго Шварцман Алехандро Давидович Фокіна Данило Медведєв |
| 31 травня 7 червня | Відкритий чемпіонат Франції з тенісу Paris, Франція Grand Slam €34,367,215 – Ґрунт (red) 128S/128Q/64D/16X Одиночний розряд – Парний розряд – Мікст | Дезіре Кравчик Джо Солсбері 2–6, 6–4, [10–5]         | Олена Весніна Аслан Карацев       | Рафаель Надаль Александр Зверєв  | Маттео Берреттіні Дієго Шварцман Алехандро Давидович Фокіна Данило Медведєв |

### Червень
| Тиждень           | Турнір | Чемпіони                                             | Фіналісти                           | Півфіналісти                            | Чвертьфіналісти                                                   |
| ----------------- | --- | ---------------------------------------------------- | ----------------------------------- | --------------------------------------- | ----------------------------------------------------------------- |
| 7 червня          | Stuttgart Open Штутгарт, Німеччина ATP Tour 250 €618,735 – Трава – 28S/16Q/16D Одиночний розряд – Парний розряд                        | Марин Чилич 7–6(7–2), 6–3                            | Фелікс Оже-Аліассім                 | Юрій Родіонов Сем Кверрі                | Денис Шаповалов Алекс де Мінор Уго Юмбер Домінік Штрікер          |
| 7 червня          | Stuttgart Open Штутгарт, Німеччина ATP Tour 250 €618,735 – Трава – 28S/16Q/16D Одиночний розряд – Парний розряд                        | Марсело Демолінер Сантьяго Гонсалес 4–6, 6–3, [10–8] | Аріель Беар Ґонсало Ескобар         | Юрій Родіонов Сем Кверрі                | Денис Шаповалов Алекс де Мінор Уго Юмбер Домінік Штрікер          |
| 14 червня         | Halle Open Галле (Вестфалія), Німеччина ATP Tour 500 €1,455,925 – Трава – 32S/24Q/24D Одиночний розряд – Парний розряд                 | Уго Юмбер 6–3, 7–6(7–4)                              | Андрій Рубльов                      | Фелікс Оже-Аліассім Ніколоз Басілашвілі | Маркос Гірон Себастьян Корда Філіпп Кольшрайбер Ллойд Гарріс      |
| 14 червня         | Halle Open Галле (Вестфалія), Німеччина ATP Tour 500 €1,455,925 – Трава – 32S/24Q/24D Одиночний розряд – Парний розряд                 | Кевін Кравіц Горія Текеу 7–6(7–4), 6–4               | Фелікс Оже-Аліассім Губерт Гуркач   | Фелікс Оже-Аліассім Ніколоз Басілашвілі | Маркос Гірон Себастьян Корда Філіпп Кольшрайбер Ллойд Гарріс      |
| 14 червня         | Queen's Club Championships London, Great Britain ATP Tour 500 €1,427,455 – Трава – 32S/16Q/24D Одиночний розряд – Парний розряд        | Маттео Берреттіні 6–4, 6–7(5–7), 6–3                 | Кемерон Норрі                       | Алекс де Мінор Денис Шаповалов          | Ден Еванс Марин Чилич Джек Драпер Френсіс Тіафо                   |
| 14 червня         | Queen's Club Championships London, Great Britain ATP Tour 500 €1,427,455 – Трава – 32S/16Q/24D Одиночний розряд – Парний розряд        | П'єр-Юг Ербер Ніколя Маю 6–4, 7–5                    | Рейллі Опелка Джон Пірс (тенісист)  | Алекс де Мінор Денис Шаповалов          | Ден Еванс Марин Чилич Джек Драпер Френсіс Тіафо                   |
| 21 червня         | Eastbourne International Істборн, Велика Британія ATP Tour 250 €609,065 – Трава – 28S/16Q/16D Одиночний розряд – Парний розряд         | Алекс де Мінор 4–6, 6–4, 7–6(7–5)                    | Лоренцо Сонего                      | Макс Перселл Квон Сун-ву                | Андреас Сеппі Олександр Бублик Ілля Івашко Вашек Поспішил         |
| 21 червня         | Eastbourne International Істборн, Велика Британія ATP Tour 250 €609,065 – Трава – 28S/16Q/16D Одиночний розряд – Парний розряд         | Нікола Мектич Мате Павич 6–4, 6–3                    | Ражів Рам Джо Солсбері              | Макс Перселл Квон Сун-ву                | Андреас Сеппі Олександр Бублик Ілля Івашко Вашек Поспішил         |
| 21 червня         | Mallorca Championships Santa Ponsa, Іспанія ATP Tour 250 €783,655 – Трава – 28S/16Q/16D Одиночний розряд – Парний розряд               | Данило Медведєв 6–4, 6–2                             | Сем Кверрі                          | Пабло Карреньо Буста Адріан Маннаріно   | Каспер Рууд Джордан Томпсон Роберто Баутіста Аґут Фелісіано Лопес |
| 21 червня         | Mallorca Championships Santa Ponsa, Іспанія ATP Tour 250 €783,655 – Трава – 28S/16Q/16D Одиночний розряд – Парний розряд               | Сімоне Болеллі Максімо Гонсалес Walkover             | Новак Джокович Карлос Гомес-Еррера  | Пабло Карреньо Буста Адріан Маннаріно   | Каспер Рууд Джордан Томпсон Роберто Баутіста Аґут Фелісіано Лопес |
| 28 червня 5 липня | Вімблдонський турнір London, Велика Британія Grand Slam £17,066,000 – Трава 128S/128Q/64D/48X Одиночний розряд – Парний розряд – Мікст | Новак Джокович 6–7(4–7), 6–4, 6–4, 6–3               | Маттео Берреттіні                   | Денис Шаповалов Губерт Гуркач           | Мартон Фучович Карен Хачанов Фелікс Оже-Аліассім Роджер Федерер   |
| 28 червня 5 липня | Вімблдонський турнір London, Велика Британія Grand Slam £17,066,000 – Трава 128S/128Q/64D/48X Одиночний розряд – Парний розряд – Мікст | Нікола Мектич Мате Павич 6–4, 7–6(7–5), 2–6, 7–5     | Марсель Гранольєрс Орасіо Себальйос | Денис Шаповалов Губерт Гуркач           | Мартон Фучович Карен Хачанов Фелікс Оже-Аліассім Роджер Федерер   |
| 28 червня 5 липня | Вімблдонський турнір London, Велика Британія Grand Slam £17,066,000 – Трава 128S/128Q/64D/48X Одиночний розряд – Парний розряд – Мікст | Ніл Скупскі Дезіре Кравчик 6–2, 7–6(7–1)             | Джо Солсбері Гаррієт Дарт           | Денис Шаповалов Губерт Гуркач           | Мартон Фучович Карен Хачанов Фелікс Оже-Аліассім Роджер Федерер   |

### Липень
| Тиждень  | Турнір | Чемпіони                                                                 | Фіналісти                               | Півфіналісти                                                        | Чвертьфіналісти                                                   |
| -------- | --- | ------------------------------------------------------------------------ | --------------------------------------- | ------------------------------------------------------------------- | ----------------------------------------------------------------- |
| 12 липня | Hamburg European Open Гамбург, Німеччина ATP Tour 500 €1,168,220 – Ґрунт (red) – 28S/24Q/16D Одиночний розряд – Парний розряд | Пабло Карреньо Буста 6–2, 6–4                                            | Філіп Країнович                         | Ласло Дьєр Федеріко Дельбоніс                                       | Стефанос Ціціпас Ніколоз Басілашвілі Бенуа Пер Душан Лайович      |
| 12 липня | Hamburg European Open Гамбург, Німеччина ATP Tour 500 €1,168,220 – Ґрунт (red) – 28S/24Q/16D Одиночний розряд – Парний розряд | Тім Пютц Майкл Вінус 6–3, 6–7(7–3), [10–8]                               | Кевін Кравіц Горія Текеу                | Ласло Дьєр Федеріко Дельбоніс                                       | Стефанос Ціціпас Ніколоз Басілашвілі Бенуа Пер Душан Лайович      |
| 12 липня | Hall of Fame Open Ньюпорт (Род-Айленд), США ATP Tour 250 $535,535 – Трава – 28S/16Q/16D Одиночний розряд – Парний розряд | Кевін Андерсон 7–6(10–8), 6–4                                            | Дженсон Бруксбі                         | Олександр Бублик Джордан Томпсон                                    | Джейсон Янґ Джек Сок Петер Гойовчик Максім Крессі                 |
| 12 липня | Hall of Fame Open Ньюпорт (Род-Айленд), США ATP Tour 250 $535,535 – Трава – 28S/16Q/16D Одиночний розряд – Парний розряд | Вільям Блумберґ Джек Сок 6–2, 7–6(7–3)                                   | Остін Крайчек Вашек Поспішил            | Олександр Бублик Джордан Томпсон                                    | Джейсон Янґ Джек Сок Петер Гойовчик Максім Крессі                 |
| 12 липня | Swedish Open Бостад, Швеція ATP Tour 250 €481,270 – Ґрунт (red) – 28S/16Q/16D Одиночний розряд – Парний розряд | Каспер Рууд 6–3, 6–3                                                     | Федеріко Корія                          | Роберто Карбальєс-Баена Яннік Ганфманн                              | Генрі Лааксонен Норберт Ґомбос Артур Рендеркнек Крістіан Гарін    |
| 12 липня | Swedish Open Бостад, Швеція ATP Tour 250 €481,270 – Ґрунт (red) – 28S/16Q/16D Одиночний розряд – Парний розряд | Сандер Арендс Давід Пел 6–4, 6–2                                         | Андре Бегеманн Альбано Оліветті         | Роберто Карбальєс-Баена Яннік Ганфманн                              | Генрі Лааксонен Норберт Ґомбос Артур Рендеркнек Крістіан Гарін    |
| 19 липня | Croatia Open Умаг, Хорватія ATP Tour 250 €481,270 – Ґрунт (red) – 28S/16Q/16D Одиночний розряд – Парний розряд | Карлос Алькарас 6–2, 6–2                                                 | Рішар Гаске                             | Альберт Рамос Віньолас Даніель Альтмаєр                             | Стефано Травалья Філіп Країнович Дамір Джумхур Душан Лайович      |
| 19 липня | Croatia Open Умаг, Хорватія ATP Tour 250 €481,270 – Ґрунт (red) – 28S/16Q/16D Одиночний розряд – Парний розряд | Фернандо Ромболі Давід Веґа Ернандес 6–3, 7–5                            | Томіслав Бркич Нікола Чачиц             | Альберт Рамос Віньолас Даніель Альтмаєр                             | Стефано Травалья Філіп Країнович Дамір Джумхур Душан Лайович      |
| 19 липня | Swiss Open Gstaad, Швейцарія ATP Tour 250 €481,270 – Ґрунт (red) – 28S/16Q/16D Одиночний розряд – Парний розряд | Каспер Рууд 6–3, 6–2                                                     | Юґо Ґастон                              | Vít Kopřiva Ласло Дьєр                                              | Мікаель Імер Бенуа Пер Крістіан Гарін Артур Рендеркнек            |
| 19 липня | Swiss Open Gstaad, Швейцарія ATP Tour 250 €481,270 – Ґрунт (red) – 28S/16Q/16D Одиночний розряд – Парний розряд | Марк-Андреа Гюслер Домінік Штрікер 6–1, 7–6(9–7)                         | Szymon Walków Jan Zieliński             | Vít Kopřiva Ласло Дьєр                                              | Мікаель Імер Бенуа Пер Крістіан Гарін Артур Рендеркнек            |
| 19 липня | Los Cabos Open Кабо-Сан-Лукас, Мексика ATP Tour 250 $694,655 – Тверде – 28S/16Q/16D Одиночний розряд – Парний розряд | Кемерон Норрі 6–2, 6–2                                                   | Брендон Накашіма                        | Тейлор Фріц Джон Ізнер                                              | Ернесто Ескобедо Стів Джонсон Джордан Томпсон Алекс Болт          |
| 19 липня | Los Cabos Open Кабо-Сан-Лукас, Мексика ATP Tour 250 $694,655 – Тверде – 28S/16Q/16D Одиночний розряд – Парний розряд | Ганс Гах Вердуґо Джон Ізнер 5–7, 6–2, [10–4]                             | Hunter Reese Sem Verbeek                | Тейлор Фріц Джон Ізнер                                              | Ернесто Ескобедо Стів Джонсон Джордан Томпсон Алекс Болт          |
| 26 липня | Теніс на літніх Олімпійських іграх Tokyo, Японія Olympic Games Тверде – 64S/32D/16X Теніс на літніх Олімпійських іграх 2020 — чоловічий одиночний турнір – Теніс на літніх Олімпійських іграх 2020 — чоловічий парний турнір – Теніс на літніх Олімпійських іграх 2020 — змішаний парний турнір | Золото                                                                   | Срібло                                  | Бронза                                                              | Quarterfinalists                                                  |
| 26 липня | Теніс на літніх Олімпійських іграх Tokyo, Японія Olympic Games Тверде – 64S/32D/16X Теніс на літніх Олімпійських іграх 2020 — чоловічий одиночний турнір – Теніс на літніх Олімпійських іграх 2020 — чоловічий парний турнір – Теніс на літніх Олімпійських іграх 2020 — змішаний парний турнір | Александр Зверєв 6–3, 6–1                                                | Карен Хачанов (ROC)                     | Пабло Карреньо Буста 6–4, 6–7(6–8), 6–3 Fourth place Новак Джокович | Нішікорі Кеі Жеремі Шарді Уго Юмбер Данило Медведєв (ROC)         |
| 26 липня | Теніс на літніх Олімпійських іграх Tokyo, Японія Olympic Games Тверде – 64S/32D/16X Теніс на літніх Олімпійських іграх 2020 — чоловічий одиночний турнір – Теніс на літніх Олімпійських іграх 2020 — чоловічий парний турнір – Теніс на літніх Олімпійських іграх 2020 — змішаний парний турнір | Нікола Мектич Мате Павич 6–4, 3–6, [10–6]                                | Марин Чилич Іван Додіг                  | Пабло Карреньо Буста 6–4, 6–7(6–8), 6–3 Fourth place Новак Джокович | Нішікорі Кеі Жеремі Шарді Уго Юмбер Данило Медведєв (ROC)         |
| 26 липня | Теніс на літніх Олімпійських іграх Tokyo, Японія Olympic Games Тверде – 64S/32D/16X Теніс на літніх Олімпійських іграх 2020 — чоловічий одиночний турнір – Теніс на літніх Олімпійських іграх 2020 — чоловічий парний турнір – Теніс на літніх Олімпійських іграх 2020 — змішаний парний турнір | Анастасія Павлюченкова (ROC) Андрій Рубльов (ROC) 6–3, 6–7(5–7), [13–11] | Олена Весніна (ROC) Аслан Карацев (ROC) | Пабло Карреньо Буста 6–4, 6–7(6–8), 6–3 Fourth place Новак Джокович | Нішікорі Кеі Жеремі Шарді Уго Юмбер Данило Медведєв (ROC)         |
| 26 липня | Atlanta Open Атланта, США ATP Tour 250 $638,385 – Тверде – 28S/16Q/16D Одиночний розряд – Парний розряд | Джон Ізнер 7–6 (10–8), 7–5                                               | Брендон Накашіма                        | Еміль Русувуорі Тейлор Фріц                                         | Джордан Томпсон Кемерон Норрі Рейллі Опелка Christopher O'Connell |
| 26 липня | Atlanta Open Атланта, США ATP Tour 250 $638,385 – Тверде – 28S/16Q/16D Одиночний розряд – Парний розряд | Рейллі Опелка Яннік Сіннер 6–4, 6–7(6–8), [10–3]                         | Стів Джонсон Джордан Томпсон            | Еміль Русувуорі Тейлор Фріц                                         | Джордан Томпсон Кемерон Норрі Рейллі Опелка Christopher O'Connell |
| 26 липня | Austrian Open Kitzbühel Кіцбюель, Австрія ATP Tour 250 €481,270 – Ґрунт (red) – 28S/16Q/16D Одиночний розряд – Парний розряд | Каспер Рууд 6–1, 4–6, 6–3                                                | Педро Мартінес                          | Артур Рендеркнек Даніель Альтмаєр                                   | Мікаель Імер Філіп Країнович Джанлука Маґер Йозеф Ковалік         |
| 26 липня | Austrian Open Kitzbühel Кіцбюель, Австрія ATP Tour 250 €481,270 – Ґрунт (red) – 28S/16Q/16D Одиночний розряд – Парний розряд | Александер Ерлер Лукас Мідлер 7–5, 7–6(7–5)                              | Роман Єбави Матве Мідделкоп             | Артур Рендеркнек Даніель Альтмаєр                                   | Мікаель Імер Філіп Країнович Джанлука Маґер Йозеф Ковалік         |

### Серпень
| Тиждень             | Турнір | Чемпіони                                               | Фіналісти                       | Півфіналісти                         | Чвертьфіналісти                                                       |
| ------------------- | --- | ------------------------------------------------------ | ------------------------------- | ------------------------------------ | --------------------------------------------------------------------- |
| 2 серпня            | Washington Open Вашингтон, США ATP Tour 500 $2,046,340 – Тверде – 48S/24Q/16D Одиночний розряд – Парний розряд                                 | Яннік Сіннер 7–5, 4–6, 7–5                             | Маккензі Макдоналд              | Нішікорі Кеі Дженсон Бруксбі         | Ллойд Гарріс Деніс Кудла Стів Джонсон Джон Міллман                    |
| 2 серпня            | Washington Open Вашингтон, США ATP Tour 500 $2,046,340 – Тверде – 48S/24Q/16D Одиночний розряд – Парний розряд                                 | Равен Класен Бен Маклахлан 7–6(7–4), 6–4               | Ніл Скупскі Майкл Вінус         | Нішікорі Кеі Дженсон Бруксбі         | Ллойд Гарріс Деніс Кудла Стів Джонсон Джон Міллман                    |
| 9 серпня            | Canadian Open Торонто, Канада ATP Tour Masters 1000 $3,487,915 – Тверде – 48S/24Q/28D Одиночний розряд – Парний розряд                         | Данило Медведєв 6–4, 6–3                               | Рейллі Опелка                   | Джон Ізнер Стефанос Ціціпас          | Губерт Гуркач Гаель Монфіс Каспер Рууд Роберто Баутіста Аґут          |
| 9 серпня            | Canadian Open Торонто, Канада ATP Tour Masters 1000 $3,487,915 – Тверде – 48S/24Q/28D Одиночний розряд – Парний розряд                         | Ражів Рам Джо Солсбері 6–3, 4–6, [10–3]                | Нікола Мектич Мате Павич        | Джон Ізнер Стефанос Ціціпас          | Губерт Гуркач Гаель Монфіс Каспер Рууд Роберто Баутіста Аґут          |
| 16 серпня           | Cincinnati Masters Мейсон (Огайо), США ATP Tour Masters 1000 $3,707,550 – Тверде – 56S/28Q/28D Одиночний розряд – Парний розряд                | Александр Зверєв 6–2, 6–3                              | Андрій Рубльов                  | Данило Медведєв Стефанос Ціціпас     | Пабло Карреньо Буста Бенуа Пер Каспер Рууд Фелікс Оже-Аліассім        |
| 16 серпня           | Cincinnati Masters Мейсон (Огайо), США ATP Tour Masters 1000 $3,707,550 – Тверде – 56S/28Q/28D Одиночний розряд – Парний розряд                | Марсель Гранольєрс Орасіо Себальйос 7–6(7–5), 7–6(7–5) | Стів Джонсон Остін Крайчек      | Данило Медведєв Стефанос Ціціпас     | Пабло Карреньо Буста Бенуа Пер Каспер Рууд Фелікс Оже-Аліассім        |
| 23 серпня           | Winston-Salem Open Вінстон-Сейлем, США ATP Tour 250 $807,210 – Тверде – 48S/16Q/16D Одиночний розряд – Парний розряд                           | Ілля Івашко 6–0, 6–2                                   | Мікаель Імер                    | Еміль Русувуорі Карлос Алькарас      | Пабло Карреньо Буста Рішар Гаске Маркос Гірон Френсіс Тіафо           |
| 23 серпня           | Winston-Salem Open Вінстон-Сейлем, США ATP Tour 250 $807,210 – Тверде – 48S/16Q/16D Одиночний розряд – Парний розряд                           | Марсело Аревало Матве Мідделкоп 6–7(5–7), 7–5, [10–6]  | Іван Додіг Остін Крайчек        | Еміль Русувуорі Карлос Алькарас      | Пабло Карреньо Буста Рішар Гаске Маркос Гірон Френсіс Тіафо           |
| 30 серпня 6 вересня | Відкритий чемпіонат США з тенісу New York City, США Grand Slam $27,200,000 – Тверде 128S/128Q/64D/32X Одиночний розряд – Парний розряд – Мікст | Данило Медведєв 6–4, 6–4, 6–4                          | Новак Джокович                  | Александр Зверєв Фелікс Оже-Аліассім | Маттео Берреттіні Ллойд Гарріс Карлос Алькарас Ботік ван де Зандсгулп |
| 30 серпня 6 вересня | Відкритий чемпіонат США з тенісу New York City, США Grand Slam $27,200,000 – Тверде 128S/128Q/64D/32X Одиночний розряд – Парний розряд – Мікст | Ражів Рам Джо Солсбері 3–6, 6–2, 6–2                   | Джеймі Маррей Бруно Соарес      | Александр Зверєв Фелікс Оже-Аліассім | Маттео Берреттіні Ллойд Гарріс Карлос Алькарас Ботік ван де Зандсгулп |
| 30 серпня 6 вересня | Відкритий чемпіонат США з тенісу New York City, США Grand Slam $27,200,000 – Тверде 128S/128Q/64D/32X Одиночний розряд – Парний розряд – Мікст | Дезіре Кравчик Джо Солсбері 7–5, 6–2                   | Джуліана Ольмос Марсело Аревало | Александр Зверєв Фелікс Оже-Аліассім | Маттео Берреттіні Ллойд Гарріс Карлос Алькарас Ботік ван де Зандсгулп |

### Вересень
| Тиждень    | Турнір | Чемпіони                                       | Фіналісти                          | Півфіналісти                   | Чвертьфіналісти                                             |
| ---------- | --- | ---------------------------------------------- | ---------------------------------- | ------------------------------ | ----------------------------------------------------------- |
| 20 вересня | Laver Cup Бостон, США Тверде (i)                                                                                    | Team Europe 14–1                               | Team World                         |                                |                                                             |
| 20 вересня | Astana Open Нур-Султан, Казахстан ATP Tour 250 $541,800 – Тверде (i) – 28S/16Q/16D Одиночний розряд – Парний розряд | Квон Сун-ву 7–6(8–6), 6–3                      | Джеймс Дакворт                     | Ілля Івашко Олександр Бублик   | Еміль Русувуорі Джон Міллман Ласло Дьєр Carlos Taberner     |
| 20 вересня | Astana Open Нур-Султан, Казахстан ATP Tour 250 $541,800 – Тверде (i) – 28S/16Q/16D Одиночний розряд – Парний розряд | Сантьяго Гонсалес Андрес Мольтені 6–1, 6–2     | Джонатан Ерліх Андрій Василевський | Ілля Івашко Олександр Бублик   | Еміль Русувуорі Джон Міллман Ласло Дьєр Carlos Taberner     |
| 20 вересня | Moselle Open Мец, Франція ATP Tour 250 $481,270 – Тверде (i) – 28S/16Q/16D Одиночний розряд – Парний розряд         | Губерт Гуркач 7–6(7–2), 6–3                    | Пабло Карреньо Буста               | Петер Гойовчик Гаель Монфіс    | Енді Маррей Маркос Гірон Ніколоз Басілашвілі Гольґер Руне   |
| 20 вересня | Moselle Open Мец, Франція ATP Tour 250 $481,270 – Тверде (i) – 28S/16Q/16D Одиночний розряд – Парний розряд         | Губерт Гуркач Jan Zieliński 7–5, 6–3           | Юго Нис Артур Рендеркнек           | Петер Гойовчик Гаель Монфіс    | Енді Маррей Маркос Гірон Ніколоз Басілашвілі Гольґер Руне   |
| 27 вересня | San Diego Open Сан-Дієго, США ATP Tour 250 $600,000 – Тверде – 28S/16Q/16D Одиночний розряд – Парний розряд         | Каспер Рууд 6–0, 6–2                           | Кемерон Норрі                      | Андрій Рубльов Григор Димитров | Дієго Шварцман Денис Шаповалов Аслан Карацев Лоренцо Сонего |
| 27 вересня | San Diego Open Сан-Дієго, США ATP Tour 250 $600,000 – Тверде – 28S/16Q/16D Одиночний розряд – Парний розряд         | Джо Солсбері Ніл Скупскі 7–6(7–2), 3–6, [10–5] | Джон Пірс (тенісист) Філіп Полашек | Андрій Рубльов Григор Димитров | Дієго Шварцман Денис Шаповалов Аслан Карацев Лоренцо Сонего |
| 27 вересня | Sofia Open Софія, Болгарія ATP Tour 250 €389,270 – Тверде (i) – 28S/16Q/16D Одиночний розряд – Парний розряд        | Яннік Сіннер 6–3, 6–4                          | Гаель Монфіс                       | Філіп Країнович Маркос Гірон   | Джеймс Дакворт Каміл Майхшак Джон Міллман Джанлука Маґер    |
| 27 вересня | Sofia Open Софія, Болгарія ATP Tour 250 €389,270 – Тверде (i) – 28S/16Q/16D Одиночний розряд – Парний розряд        | Джонні О'Мара Кен Скупскі 6–3, 6–4             | Олівер Марах Філіпп Освальд        | Філіп Країнович Маркос Гірон   | Джеймс Дакворт Каміл Майхшак Джон Міллман Джанлука Маґер    |

### Жовтень
| Тиждень            | Турнір | Чемпіони                                         | Фіналісти                    | Півфіналісти                             | Чвертьфіналісти                                                             |
| ------------------ | --- | ------------------------------------------------ | ---------------------------- | ---------------------------------------- | --------------------------------------------------------------------------- |
| 4 жовтня 11 жовтня | Indian Wells Masters Індіан-Веллс (Каліфорнія), США ATP Tour Masters 1000 $9,146,125 – Тверде – 96S/48Q/32D Одиночний розряд – Парний розряд | Кемерон Норрі 3–6, 6–4, 6–1                      | Ніколоз Басілашвілі          | Григор Димитров Тейлор Фріц              | Губерт Гуркач Дієго Шварцман Александр Зверєв Стефанос Ціціпас              |
| 4 жовтня 11 жовтня | Indian Wells Masters Індіан-Веллс (Каліфорнія), США ATP Tour Masters 1000 $9,146,125 – Тверде – 96S/48Q/32D Одиночний розряд – Парний розряд | Джон Пірс (тенісист) Філіп Полашек 6–3, 7–6(7–5) | Аслан Карацев Андрій Рубльов | Григор Димитров Тейлор Фріц              | Губерт Гуркач Дієго Шварцман Александр Зверєв Стефанос Ціціпас              |
| 18 жовтня          | Kremlin Cup Moscow, Росія ATP Tour 250 $779,515 – Тверде (i) – 28S/16Q/16D Одиночний розряд – Парний розряд                                  | Аслан Карацев 6–2, 6–4                           | Марин Чилич                  | Річардас Беранкіс Карен Хачанов          | Адріан Маннаріно Педро Мартінес Джон Міллман Жиль Сімон                     |
| 18 жовтня          | Kremlin Cup Moscow, Росія ATP Tour 250 $779,515 – Тверде (i) – 28S/16Q/16D Одиночний розряд – Парний розряд                                  | Харрі Хеліовара Матве Мідделкоп 7–5, 4–6, [11–9] | Томіслав Бркич Нікола Чачиц  | Річардас Беранкіс Карен Хачанов          | Адріан Маннаріно Педро Мартінес Джон Міллман Жиль Сімон                     |
| 18 жовтня          | European Open Антверпен, Бельгія ATP Tour 250 €584,125 – Тверде (i) – 28S/16Q/16D Одиночний розряд – Парний розряд                           | Яннік Сіннер 6–2, 6–2                            | Дієго Шварцман               | Ллойд Гарріс Дженсон Бруксбі             | Артур Рендеркнек Мартон Фучович Алехандро Давидович Фокіна Брендон Накашіма |
| 18 жовтня          | European Open Антверпен, Бельгія ATP Tour 250 €584,125 – Тверде (i) – 28S/16Q/16D Одиночний розряд – Парний розряд                           | Ніколя Маю Фабріс Мартен 6–0, 6–1                | Веслі Колгоф Жан-Жульєн Роєр | Ллойд Гарріс Дженсон Бруксбі             | Артур Рендеркнек Мартон Фучович Алехандро Давидович Фокіна Брендон Накашіма |
| 25 жовтня          | Vienna Open Відень, Австрія ATP Tour 500 €1,974,510 – Тверде (i) – 32S/16Q/16D Одиночний розряд – Парний розряд                              | Александр Зверєв 7–5, 6–4                        | Френсіс Тіафо                | Яннік Сіннер Карлос Алькарас             | Дієго Шварцман Каспер Рууд Маттео Берреттіні Фелікс Оже-Аліассім            |
| 25 жовтня          | Vienna Open Відень, Австрія ATP Tour 500 €1,974,510 – Тверде (i) – 32S/16Q/16D Одиночний розряд – Парний розряд                              | Хуан Себастьян Кабаль Роберт Фара 6–4, 6–2       | Ражів Рам Джо Солсбері       | Яннік Сіннер Карлос Алькарас             | Дієго Шварцман Каспер Рууд Маттео Берреттіні Фелікс Оже-Аліассім            |
| 25 жовтня          | St. Petersburg Open Санкт-Петербург, Росія ATP Tour 250 $932,370 – Тверде (i) – 28S/16Q/16D Одиночний розряд – Парний розряд                 | Марин Чилич 7–6(7–3), 4–6, 6–4                   | Тейлор Фріц                  | Ботік ван де Зандсгулп Ян-Леннард Штруфф | Андрій Рубльов Роберто Баутіста Аґут Джон Міллман Денис Шаповалов           |
| 25 жовтня          | St. Petersburg Open Санкт-Петербург, Росія ATP Tour 250 $932,370 – Тверде (i) – 28S/16Q/16D Одиночний розряд – Парний розряд                 | Джеймі Маррей Бруно Соарес 6–3, 6–4              | Андрій Голубєв Юго Нис       | Ботік ван де Зандсгулп Ян-Леннард Штруфф | Андрій Рубльов Роберто Баутіста Аґут Джон Міллман Денис Шаповалов           |

### Листопад
| Тиждень                   | Турнір | Чемпіони                                   | Фіналісти                            | Півфіналісти                      | Чвертьфіналісти                                                                                        |
| ------------------------- | --- | ------------------------------------------ | ------------------------------------ | --------------------------------- | --- |
| 1 листопада               | Paris Masters Paris, Франція ATP Tour Masters 1000 €3,084,450 – Тверде (i) – 56S/28Q/24D Одиночний розряд – Парний розряд | Новак Джокович 4–6, 6–3, 6–3               | Данило Медведєв                      | Губерт Гуркач Александр Зверєв    | Тейлор Фріц Джеймс Дакворт Каспер Рууд Юґо Ґастон                                                      |
| 1 листопада               | Paris Masters Paris, Франція ATP Tour Masters 1000 €3,084,450 – Тверде (i) – 56S/28Q/24D Одиночний розряд – Парний розряд | Тім Пютц Майкл Вінус 6–3, 6–7(4–7), [11–9] | П'єр-Юг Ербер Ніколя Маю             | Губерт Гуркач Александр Зверєв    | Тейлор Фріц Джеймс Дакворт Каспер Рууд Юґо Ґастон                                                      |
| 8 листопада               | Stockholm Open Стокгольм, Швеція ATP Tour 250 €635,750 – Тверде (i) – 28S/16Q/16D Одиночний розряд – Парний розряд        | Томмі Пол 6–4, 2–6, 6–4                    | Денис Шаповалов                      | Френсіс Тіафо Фелікс Оже-Аліассім | Енді Маррей Ден Еванс Артур Рендеркнек Ботік ван де Зандсгулп                                          |
| 8 листопада               | Stockholm Open Стокгольм, Швеція ATP Tour 250 €635,750 – Тверде (i) – 28S/16Q/16D Одиночний розряд – Парний розряд        | Сантьяго Гонсалес Андрес Мольтені 6–2, 6–2 | Айсам-уль-Хак Куреші Жан-Жульєн Роєр | Френсіс Тіафо Фелікс Оже-Аліассім | Енді Маррей Ден Еванс Артур Рендеркнек Ботік ван де Зандсгулп                                          |
| 8 листопада               | Next Gen ATP Finals Мілан, Італія Next Generation ATP Фінали $1,300,000 – Тверде (i) – 8S (RR) Одиночний розряд           | Карлос Алькарас 4–3(7–5), 4–2, 4–2         | Себастьян Корда                      | Sebastián Báez Брендон Накашіма   | Раунд Robin Хуан Мануель Черундоло Юґо Ґастон Лоренцо Музетті Гольґер Руне                             |
| 8 листопада 15 листопада  | ATP Finals Турин, Італія ATP Фінали $7,250,000 – Тверде (i) – 8S/8D (RR) Одиночний розряд – Парний розряд                 | Александр Зверєв 6–4, 6–4                  | Данило Медведєв                      | Новак Джокович Каспер Рууд        | Раунд Robin Маттео Берреттіні Губерт Гуркач Кемерон Норрі Андрій Рубльов Яннік Сіннер Стефанос Ціціпас |
| 8 листопада 15 листопада  | ATP Finals Турин, Італія ATP Фінали $7,250,000 – Тверде (i) – 8S/8D (RR) Одиночний розряд – Парний розряд                 | П'єр-Юг Ербер Ніколя Маю 6–4, 7–6(7–0)     | Ражів Рам Джо Солсбері               | Новак Джокович Каспер Рууд        | Раунд Robin Маттео Берреттіні Губерт Гуркач Кемерон Норрі Андрій Рубльов Яннік Сіннер Стефанос Ціціпас |
| 22 листопада 29 листопада | Davis Cup Finals Мадрид, Іспанія Турин, Італія Інсбрук, Австрія Тверде (i)                                                | Файл:Rtf tennis flag.png RTF · 2–0         | Хорватія                             | Німеччина · Сербія                | Швеція · Велика Британія · Італія · Казахстан                                                          |

## Статистична інформація
Ці таблиці показують кількість виграних турнірів кожним окремим гравцем та представниками різних країн. Враховані одиночні (S), парні (D) та змішані (X) титули на турнірах усіх рівнів: Великий шолом, Підсумковий, Мастерс, 500, 250. Гравців і країни розподілено за такими показниками:
1. Загальна кількість титулів (титул в парному розряді, виграний двома тенісистами, які представляють одну й ту саму країну, зараховано як  лише один виграш для країни);
2. Сумарна цінність усіх виграних титулів (одна перемога на турнірі Великого шолома, дорівнює двом перемогам на турнірі Мастерс 1000, одна перемога на Фіналі Світового Туру ATP дорівнює півтора перемогам на турнірі Мастерс 1000, один Мастерс 1000 дорівнює двом Мастерс 500, один Мастерс 500 дорівнює двом Мастерс 250);
3. Ієрархія розрядів: одиночний > парний > змішаний;
4. Алфавітний порядок (для гравців за прізвищем).

### Легенда
| Турніри Великого шолома       |
| Олімпійські Ігри              |
| Фінал Світового Туру ATP      |
| Світовий Тур ATP Мастерс 1000 |
| Світовий Тур ATP 500          |
| Світовий Тур ATP 250          |

### Титули окремих гравців
| Всього | Гравець                                            | Великий шолом | Великий шолом | Великий шолом | Олімпійські Ігри | Олімпійські Ігри | Олімпійські Ігри | Фінал ATP | Фінал ATP | Masters 1000 | Masters 1000 | Tour 500 | Tour 500 | Tour 250 | Tour 250 | Всього | Всього | Всього |
| Всього | Гравець                                            | S             | D             | X             | S                | D                | X                | S         | D         | S            | D            | S        | D        | S        | D        | S      | D      | X      |
| ------ | -------------------------------------------------- | ------------- | ------------- | ------------- | ---------------- | ---------------- | ---------------- | --------- | --------- | ------------ | ------------ | -------- | -------- | -------- | -------- | ------ | ------ | ------ |
| 9      | Нікола Мектич (CRO)                                |               | ●             |               |                  | ●                |                  |           |           |              | ●            |          | ●        |          | ●        | 0      | 9      | 0      |
| 9      | Мате Павич (CRO)                                   |               | ●             |               |                  | ●                |                  |           |           |              | ●            |          | ●        |          | ●        | 0      | 9      | 0      |
| 6      | Александр Зверєв (GER)                             |               |               |               | ●                |                  |                  | ●         |           | ●            |              | ●        |          |          |          | 6      | 0      | 0      |
| 5      | Новак Джокович (SRB)                               | ●             |               |               |                  |                  |                  |           |           | ●            |              |          |          | ●        |          | 5      | 0      | 0      |
| 5      | Джо Солсбері (GBR)                                 |               | ●             | ●             |                  |                  |                  |           |           |              | ●            |          |          |          | ●        | 0      | 3      | 2      |
| 5      | Яннік Сіннер (ITA)                                 |               |               |               |                  |                  |                  |           |           |              |              | ●        |          | ●        | ●        | 4      | 1      | 0      |
| 5      | Каспер Рууд (NOR)                                  |               |               |               |                  |                  |                  |           |           |              |              |          |          | ●        |          | 5      | 0      | 0      |
| 4      | Данило Медведєв (RUS)                              | ●             |               |               |                  |                  |                  |           |           | ●            |              |          |          | ●        |          | 4      | 0      | 0      |
| 4      | Ніколя Маю (FRA)                                   |               | ●             |               |                  |                  |                  |           | ●         |              |              |          | ●        |          | ●        | 0      | 4      | 0      |
| 4      | Губерт Гуркач (POL)                                |               |               |               |                  |                  |                  |           |           | ●            |              |          |          | ●        | ●        | 3      | 1      | 0      |
| 4      | Тім Пютц (GER)                                     |               |               |               |                  |                  |                  |           |           |              | ●            |          | ●        |          | ●        | 0      | 4      | 0      |
| 3      | Ражів Рам (USA)                                    |               | ●             | ●             |                  |                  |                  |           |           |              | ●            |          |          |          |          | 0      | 2      | 1      |
| 3      | П'єр-Юг Ербер (FRA)                                |               | ●             |               |                  |                  |                  |           | ●         |              |              |          | ●        |          |          | 0      | 3      | 0      |
| 3      | Ніл Скупскі (GBR)                                  |               |               | ●             |                  |                  |                  |           |           |              |              |          | ●        |          | ●        | 0      | 2      | 1      |
| 3      | Андрій Рубльов (RUS)                               |               |               |               |                  |                  | ●                |           |           |              |              | ●        |          |          | ●        | 1      | 1      | 1      |
| 3      | Michael Venus Michael Venus (tennis) (NZL)         |               |               |               |                  |                  |                  |           |           |              | ●            |          | ●        |          | ●        | 0      | 3      | 0      |
| 3      | Аслан Карацев (RUS)                                |               |               |               |                  |                  |                  |           |           |              |              | ●        |          | ●        | ●        | 2      | 1      | 0      |
| 3      | Хуан Себастьян Кабаль (COL)                        |               |               |               |                  |                  |                  |           |           |              |              |          | ●        |          |          | 0      | 3      | 0      |
| 3      | Роберт Фара (тенісист) (COL)                       |               |               |               |                  |                  |                  |           |           |              |              |          | ●        |          |          | 0      | 3      | 0      |
| 3      | Сімоне Болеллі (ITA)                               |               |               |               |                  |                  |                  |           |           |              |              |          |          |          | ●        | 0      | 3      | 0      |
| 3      | Максімо Гонсалес (ARG)                             |               |               |               |                  |                  |                  |           |           |              |              |          |          |          | ●        | 0      | 3      | 0      |
| 3      | Сантьяго Гонзалес (тенісист) (MEX)                 |               |               |               |                  |                  |                  |           |           |              |              |          |          |          | ●        | 0      | 3      | 0      |
| 2      | Філіп Полашек (SVK)                                |               | ●             |               |                  |                  |                  |           |           |              | ●            |          |          |          |          | 0      | 2      | 0      |
| 2      | Марсель Гранольєрс (ESP)                           |               |               |               |                  |                  |                  |           |           |              | ●            |          |          |          |          | 0      | 2      | 0      |
| 2      | Орасіо Себальйос (ARG)                             |               |               |               |                  |                  |                  |           |           |              | ●            |          |          |          |          | 0      | 2      | 0      |
| 2      | Рафаель Надаль (ESP)                               |               |               |               |                  |                  |                  |           |           | ●            |              | ●        |          |          |          | 2      | 0      | 0      |
| 2      | Кемерон Норрі (GBR)                                |               |               |               |                  |                  |                  |           |           | ●            |              |          |          | ●        |          | 2      | 0      | 0      |
| 2      | Стефанос Ціціпас (GRE)                             |               |               |               |                  |                  |                  |           |           | ●            |              |          |          | ●        |          | 2      | 0      | 0      |
| 2      | Джон Пірс (тенісист) (AUS)                         |               |               |               |                  |                  |                  |           |           |              | ●            |          |          |          | ●        | 0      | 2      | 0      |
| 2      | Маттео Берреттіні (ITA)                            |               |               |               |                  |                  |                  |           |           |              |              | ●        |          | ●        |          | 2      | 0      | 0      |
| 2      | Пабло Карреньо Буста (ESP)                         |               |               |               |                  |                  |                  |           |           |              |              | ●        |          | ●        |          | 2      | 0      | 0      |
| 2      | Кевін Кравіц (GER)                                 |               |               |               |                  |                  |                  |           |           |              |              |          | ●        |          | ●        | 0      | 2      | 0      |
| 2      | Кен Скупскі (GBR)                                  |               |               |               |                  |                  |                  |           |           |              |              |          | ●        |          | ●        | 0      | 2      | 0      |
| 2      | Ніколоз Басілашвілі (GEO)                          |               |               |               |                  |                  |                  |           |           |              |              |          |          | ●        |          | 2      | 0      | 0      |
| 2      | Марин Чилич (CRO)                                  |               |               |               |                  |                  |                  |           |           |              |              |          |          | ●        |          | 2      | 0      | 0      |
| 2      | Алекс де Мінор (AUS)                               |               |               |               |                  |                  |                  |           |           |              |              |          |          | ●        |          | 2      | 0      | 0      |
| 2      | Джон Ізнер (USA)                                   |               |               |               |                  |                  |                  |           |           |              |              |          |          | ●        | ●        | 1      | 1      | 0      |
| 2      | Лоренцо Сонего (ITA)                               |               |               |               |                  |                  |                  |           |           |              |              |          |          | ●        | ●        | 1      | 1      | 0      |
| 2      | Аріель Беар (URU)                                  |               |               |               |                  |                  |                  |           |           |              |              |          |          |          | ●        | 0      | 2      | 0      |
| 2      | Ґонсало Ескобар (ECU)                              |               |               |               |                  |                  |                  |           |           |              |              |          |          |          | ●        | 0      | 2      | 0      |
| 2      | Харрі Хеліовара (FIN)                              |               |               |               |                  |                  |                  |           |           |              |              |          |          |          | ●        | 0      | 2      | 0      |
| 2      | Матве Мідделкоп (NED)                              |               |               |               |                  |                  |                  |           |           |              |              |          |          |          | ●        | 0      | 2      | 0      |
| 2      | Андрес Мольтені (ARG)                              |               |               |               |                  |                  |                  |           |           |              |              |          |          |          | ●        | 0      | 2      | 0      |
| 2      | Джеймі Маррей (GBR)                                |               |               |               |                  |                  |                  |           |           |              |              |          |          |          | ●        | 0      | 2      | 0      |
| 2      | Юго Нис (MON)                                      |               |               |               |                  |                  |                  |           |           |              |              |          |          |          | ●        | 0      | 2      | 0      |
| 2      | Бруно Соарес (BRA)                                 |               |               |               |                  |                  |                  |           |           |              |              |          |          |          | ●        | 0      | 2      | 0      |
| 1      | Іван Додіг (CRO)                                   |               | ●             |               |                  |                  |                  |           |           |              |              |          |          |          |          | 0      | 1      | 0      |
| 1      | Уго Юмбер (FRA)                                    |               |               |               |                  |                  |                  |           |           |              |              | ●        |          |          |          | 1      | 0      | 0      |
| 1      | Равен Класен (RSA)                                 |               |               |               |                  |                  |                  |           |           |              |              |          | ●        |          |          | 0      | 1      | 0      |
| 1      | Бен Маклахлан (JPN)                                |               |               |               |                  |                  |                  |           |           |              |              |          | ●        |          |          | 0      | 1      | 0      |
| 1      | Горія Текеу (ROU)                                  |               |               |               |                  |                  |                  |           |           |              |              |          | ●        |          |          | 0      | 1      | 0      |
| 1      | Карлос Алькарас (ESP)                              |               |               |               |                  |                  |                  |           |           |              |              |          |          | ●        |          | 1      | 0      | 0      |
| 1      | Kevin Anderson Kevin Anderson (tennis) (RSA)       |               |               |               |                  |                  |                  |           |           |              |              |          |          | ●        |          | 1      | 0      | 0      |
| 1      | Хуан Мануель Черундоло (ARG)                       |               |               |               |                  |                  |                  |           |           |              |              |          |          | ●        |          | 1      | 0      | 0      |
| 1      | Ден Еванс (тенісист) (GBR)                         |               |               |               |                  |                  |                  |           |           |              |              |          |          | ●        |          | 1      | 0      | 0      |
| 1      | Крістіан Гарін (CHI)                               |               |               |               |                  |                  |                  |           |           |              |              |          |          | ●        |          | 1      | 0      | 0      |
| 1      | Давід Ґоффен (BEL)                                 |               |               |               |                  |                  |                  |           |           |              |              |          |          | ●        |          | 1      | 0      | 0      |
| 1      | Ілля Івашко (BLR)                                  |               |               |               |                  |                  |                  |           |           |              |              |          |          | ●        |          | 1      | 0      | 0      |
| 1      | Себастьян Корда (USA)                              |               |               |               |                  |                  |                  |           |           |              |              |          |          | ●        |          | 1      | 0      | 0      |
| 1      | Квон Сун-ву (KOR)                                  |               |               |               |                  |                  |                  |           |           |              |              |          |          | ●        |          | 1      | 0      | 0      |
| 1      | Tommy Paul Tommy Paul (tennis) (USA)               |               |               |               |                  |                  |                  |           |           |              |              |          |          | ●        |          | 1      | 0      | 0      |
| 1      | Олексій Попирин (AUS)                              |               |               |               |                  |                  |                  |           |           |              |              |          |          | ●        |          | 1      | 0      | 0      |
| 1      | Дієго Шварцман (ARG)                               |               |               |               |                  |                  |                  |           |           |              |              |          |          | ●        |          | 1      | 0      | 0      |
| 1      | Альберт Рамос Віньолас (ESP)                       |               |               |               |                  |                  |                  |           |           |              |              |          |          | ●        |          | 1      | 0      | 0      |
| 1      | Сандер Арендс (NED)                                |               |               |               |                  |                  |                  |           |           |              |              |          |          |          | ●        | 0      | 1      | 0      |
| 1      | Марсело Аревало (ESA)                              |               |               |               |                  |                  |                  |           |           |              |              |          |          |          | ●        | 0      | 1      | 0      |
| 1      | Вільям Блумберґ (USA)                              |               |               |               |                  |                  |                  |           |           |              |              |          |          |          | ●        | 0      | 1      | 0      |
| 1      | Томіслав Бркич (BIH)                               |               |               |               |                  |                  |                  |           |           |              |              |          |          |          | ●        | 0      | 1      | 0      |
| 1      | Нікола Чачиц (SRB)                                 |               |               |               |                  |                  |                  |           |           |              |              |          |          |          | ●        | 0      | 1      | 0      |
| 1      | Марсело Демолінер (BRA)                            |               |               |               |                  |                  |                  |           |           |              |              |          |          |          | ●        | 0      | 1      | 0      |
| 1      | Александер Ерлер (AUT)                             |               |               |               |                  |                  |                  |           |           |              |              |          |          |          | ●        | 0      | 1      | 0      |
| 1      | Джонатан Ерліх (ISR)                               |               |               |               |                  |                  |                  |           |           |              |              |          |          |          | ●        | 0      | 1      | 0      |
| 1      | Сандер Жіє (BEL)                                   |               |               |               |                  |                  |                  |           |           |              |              |          |          |          | ●        | 0      | 1      | 0      |
| 1      | Ллойд Ґласспул (GBR)                               |               |               |               |                  |                  |                  |           |           |              |              |          |          |          | ●        | 0      | 1      | 0      |
| 1      | Ганс Гах Вердуґо (MEX)                             |               |               |               |                  |                  |                  |           |           |              |              |          |          |          | ●        | 0      | 1      | 0      |
| 1      | Марк-Андреа Гюслер (SUI)                           |               |               |               |                  |                  |                  |           |           |              |              |          |          |          | ●        | 0      | 1      | 0      |
| 1      | Генрі Контінен (FIN)                               |               |               |               |                  |                  |                  |           |           |              |              |          |          |          | ●        | 0      | 1      | 0      |
| 1      | Веслі Колгоф (NED)                                 |               |               |               |                  |                  |                  |           |           |              |              |          |          |          | ●        | 0      | 1      | 0      |
| 1      | Фабріс Мартен (FRA)                                |               |               |               |                  |                  |                  |           |           |              |              |          |          |          | ●        | 0      | 1      | 0      |
| 1      | Рафаель Матос (BRA)                                |               |               |               |                  |                  |                  |           |           |              |              |          |          |          | ●        | 0      | 1      | 0      |
| 1      | Феліпе Малігені Алвеш (BRA)                        |               |               |               |                  |                  |                  |           |           |              |              |          |          |          | ●        | 0      | 1      | 0      |
| 1      | Лукас Мідлер (AUT)                                 |               |               |               |                  |                  |                  |           |           |              |              |          |          |          | ●        | 0      | 1      | 0      |
| 1      | Джонні О'Мара (GBR)                                |               |               |               |                  |                  |                  |           |           |              |              |          |          |          | ●        | 0      | 1      | 0      |
| 1      | Рейллі Опелка (USA)                                |               |               |               |                  |                  |                  |           |           |              |              |          |          |          | ●        | 0      | 1      | 0      |
| 1      | Давід Пел (NED)                                    |               |               |               |                  |                  |                  |           |           |              |              |          |          |          | ●        | 0      | 1      | 0      |
| 1      | Едуар Роже-Васслен (FRA)                           |               |               |               |                  |                  |                  |           |           |              |              |          |          |          | ●        | 0      | 1      | 0      |
| 1      | Фернандо Ромболі (BRA)                             |               |               |               |                  |                  |                  |           |           |              |              |          |          |          | ●        | 0      | 1      | 0      |
| 1      | Іван Сабанов (CRO)                                 |               |               |               |                  |                  |                  |           |           |              |              |          |          |          | ●        | 0      | 1      | 0      |
| 1      | Матей Сабанов (CRO)                                |               |               |               |                  |                  |                  |           |           |              |              |          |          |          | ●        | 0      | 1      | 0      |
| 1      | Джек Сок (USA)                                     |               |               |               |                  |                  |                  |           |           |              |              |          |          |          | ●        | 0      | 1      | 0      |
| 1      | Домінік Штрікер (SUI)                              |               |               |               |                  |                  |                  |           |           |              |              |          |          |          | ●        | 0      | 1      | 0      |
| 1      | Andrei Vasilevski Andrei Vasilevski (tennis) (BLR) |               |               |               |                  |                  |                  |           |           |              |              |          |          |          | ●        | 0      | 1      | 0      |
| 1      | Андреа Вавассорі (ITA)                             |               |               |               |                  |                  |                  |           |           |              |              |          |          |          | ●        | 0      | 1      | 0      |
| 1      | Давід Веґа Ернандес (ESP)                          |               |               |               |                  |                  |                  |           |           |              |              |          |          |          | ●        | 0      | 1      | 0      |
| 1      | Йоран Вліґен (BEL)                                 |               |               |               |                  |                  |                  |           |           |              |              |          |          |          | ●        | 0      | 1      | 0      |
| 1      | Jan Zieliński (POL)                                |               |               |               |                  |                  |                  |           |           |              |              |          |          |          | ●        | 0      | 1      | 0      |

### Титули за країнами
| Всього | Країна                     | Великий шолом | Великий шолом | Великий шолом | Олімпійські Ігри | Олімпійські Ігри | Олімпійські Ігри | Фінал ATP | Фінал ATP | Masters 1000 | Masters 1000 | Tour 500 | Tour 500 | Tour 250 | Tour 250 | Всього | Всього | Всього |
| Всього | Країна                     | S             | D             | X             | S                | D                | X                | S         | D         | S            | D            | S        | D        | S        | D        | S      | D      | X      |
| ------ | -------------------------- | ------------- | ------------- | ------------- | ---------------- | ---------------- | ---------------- | --------- | --------- | ------------ | ------------ | -------- | -------- | -------- | -------- | ------ | ------ | ------ |
| 14     | Велика Британія (GBR)      |               | 1             | 3             |                  |                  |                  |           |           | 1            | 1            |          | 1        | 2        | 5        | 3      | 8      | 3      |
| 13     | Хорватія (CRO)             |               | 2             |               |                  | 1                |                  |           |           |              | 3            |          | 1        | 2        | 4        | 2      | 11     | 0      |
| 12     | Італія (ITA)               |               |               |               |                  |                  |                  |           |           |              |              | 2        |          | 5        | 5        | 7      | 5      | 0      |
| 11     | Німеччина (GER)            |               |               |               | 1                |                  |                  |           |           | 2            | 1            | 2        | 2        |          | 3        | 5      | 6      | 0      |
| 9      | Росія (RUS)                | 1             |               |               |                  |                  | 1                |           |           | 1            |              | 2        |          | 3        | 1        | 7      | 1      | 1      |
| 9      | Іспанія (ESP)              |               |               |               |                  |                  |                  |           |           | 1            | 2            | 2        |          | 3        | 1        | 6      | 3      | 0      |
| 9      | США (USA)                  |               | 1             | 1             |                  |                  |                  |           |           |              | 1            |          |          | 3        | 3        | 3      | 5      | 1      |
| 9      | Аргентина (ARG)            |               |               |               |                  |                  |                  |           |           |              | 2            |          |          | 2        | 5        | 2      | 7      | 0      |
| 6      | Сербія (SRB)               | 3             |               |               |                  |                  |                  |           |           | 1            |              |          |          | 1        | 1        | 5      | 1      | 0      |
| 6      | Франція (FRA)              |               | 1             |               |                  |                  |                  |           | 1         |              |              | 1        | 1        |          | 2        | 1      | 5      | 0      |
| 5      | Австралія (AUS)            |               |               |               |                  |                  |                  |           |           |              | 1            |          |          | 3        | 1        | 3      | 2      | 0      |
| 5      | Норвегія (NOR)             |               |               |               |                  |                  |                  |           |           |              |              |          |          | 5        |          | 5      | 0      | 0      |
| 5      | Бразилія (BRA)             |               |               |               |                  |                  |                  |           |           |              |              |          |          |          | 5        | 0      | 5      | 0      |
| 4      | Польща (POL)               |               |               |               |                  |                  |                  |           |           | 1            |              |          |          | 2        | 1        | 3      | 1      | 0      |
| 4      | Мексика (MEX)              |               |               |               |                  |                  |                  |           |           |              |              |          |          |          | 4        | 0      | 4      | 0      |
| 4      | Нідерланди (NED)           |               |               |               |                  |                  |                  |           |           |              |              |          |          |          | 4        | 0      | 4      | 0      |
| 3      | Нова Зеландія (NZL)        |               |               |               |                  |                  |                  |           |           |              | 1            |          | 1        |          | 1        | 0      | 3      | 0      |
| 3      | Колумбія (COL)             |               |               |               |                  |                  |                  |           |           |              |              |          | 3        |          |          | 0      | 3      | 0      |
| 3      | Фінляндія (FIN)            |               |               |               |                  |                  |                  |           |           |              |              |          |          |          | 3        | 0      | 3      | 0      |
| 2      | Словаччина (SVK)           |               | 1             |               |                  |                  |                  |           |           |              | 1            |          |          |          |          | 0      | 2      | 0      |
| 2      | Греція (GRE)               |               |               |               |                  |                  |                  |           |           | 1            |              |          |          | 1        |          | 2      | 0      | 0      |
| 2      | ПАР (RSA)                  |               |               |               |                  |                  |                  |           |           |              |              |          | 1        | 1        |          | 1      | 1      | 0      |
| 2      | Грузія (GEO)               |               |               |               |                  |                  |                  |           |           |              |              |          |          | 2        |          | 2      | 0      | 0      |
| 2      | Білорусь (BLR)             |               |               |               |                  |                  |                  |           |           |              |              |          |          | 1        | 1        | 1      | 1      | 0      |
| 2      | Бельгія (BEL)              |               |               |               |                  |                  |                  |           |           |              |              |          |          | 1        | 1        | 1      | 1      | 0      |
| 2      | Еквадор (ECU)              |               |               |               |                  |                  |                  |           |           |              |              |          |          |          | 2        | 0      | 2      | 0      |
| 2      | Монако (MON)               |               |               |               |                  |                  |                  |           |           |              |              |          |          |          | 2        | 0      | 2      | 0      |
| 2      | Уругвай (URU)              |               |               |               |                  |                  |                  |           |           |              |              |          |          |          | 2        | 0      | 2      | 0      |
| 1      | Японія (JPN)               |               |               |               |                  |                  |                  |           |           |              |              |          | 1        |          |          | 0      | 1      | 0      |
| 1      | Румунія (ROU)              |               |               |               |                  |                  |                  |           |           |              |              |          | 1        |          |          | 0      | 1      | 0      |
| 1      | Чилі (CHI)                 |               |               |               |                  |                  |                  |           |           |              |              |          |          | 1        |          | 1      | 0      | 0      |
| 1      | Південна Корея (KOR)       |               |               |               |                  |                  |                  |           |           |              |              |          |          | 1        |          | 1      | 0      | 0      |
| 1      | Австрія (AUT)              |               |               |               |                  |                  |                  |           |           |              |              |          |          |          | 1        | 0      | 1      | 0      |
| 1      | Боснія і Герцеговина (BIH) |               |               |               |                  |                  |                  |           |           |              |              |          |          |          | 1        | 0      | 1      | 0      |
| 1      | Сальвадор (ESA)            |               |               |               |                  |                  |                  |           |           |              |              |          |          |          | 1        | 0      | 1      | 0      |
| 1      | Ізраїль (ISR)              |               |               |               |                  |                  |                  |           |           |              |              |          |          |          | 1        | 0      | 1      | 0      |
| 1      | Швейцарія (SUI)            |               |               |               |                  |                  |                  |           |           |              |              |          |          |          | 1        | 0      | 1      | 0      |

## Рейтинг ATP
Нижче наведено Рейтинг ATP 20 найкращих тенісистів в одиночному та парному розрядах на кінець 2021 року.

### Одиночний розряд
| Фінал ATP 2020 — фінальний рейтинг | Фінал ATP 2020 — фінальний рейтинг | Фінал ATP 2020 — фінальний рейтинг | Фінал ATP 2020 — фінальний рейтинг |
| #                                  | Гравець                            | Очки                               | Турн.                              |
| ---------------------------------- | ---------------------------------- | ---------------------------------- | ---------------------------------- |
| 1                                  | Новак Джокович (SRB)               | 9,370                              | 10                                 |
| 2                                  | Данило Медведєв (RUS)              | 7,070                              | 16                                 |
| 3                                  | Александр Зверєв (GER)             | 5,955                              | 17                                 |
| 4                                  | Стефанос Ціціпас (GRE)             | 5,695                              | 20                                 |
| 5                                  | Андрій Рубльов (RUS)               | 4,210                              | 21                                 |
| 6                                  | Маттео Берреттіні (ITA)            | 4,090                              | 14                                 |
| 7                                  | Губерт Гуркач (POL)                | 3,315                              | 22                                 |
| 8                                  | Каспер Рууд (NOR)                  | 3,275                              | 21                                 |
| 9                                  | Яннік Сіннер (ITA)                 | 3,015                              | 24                                 |
| 10                                 | Рафаель Надаль (ESP)               | 2,985                              | 7                                  |
| 11                                 | Кемерон Норрі (GBR)                | 2,945                              | 24                                 |
| 12                                 | Фелікс Оже-Аліассім (CAN)          | 2,545                              | 22                                 |
| 13                                 | Аслан Карацев (RUS)                | 2,290                              | 21                                 |
| 14                                 | Денис Шаповалов (CAN)              | 2,030                              | 21                                 |
| 15                                 | Дієго Шварцман (ARG)               | 1,990                              | 21                                 |
| 16                                 | Пабло Карреньо Буста (ESP)         | 1,970                              | 19                                 |
| 17                                 | Ніколоз Басілашвілі (GEO)          | 1,920                              | 28                                 |
| 18                                 | Роберто Баутіста Аґут (ESP)        | 1,685                              | 24                                 |
| 19                                 | Тейлор Фріц (USA)                  | 1,580                              | 22                                 |
| 20                                 | Рейллі Опелка (USA)                | 1,550                              | 21                                 |

| Рейтинг на кінець року | Рейтинг на кінець року      | Рейтинг на кінець року | Рейтинг на кінець року | Рейтинг на кінець року | Рейтинг на кінець року | Рейтинг на кінець року | Рейтинг на кінець року |
| #                      | Гравець                     | Очки                   | Турн.                  | '20                    | Макс                   | Мін                    | '20→'21                |
| ---------------------- | --------------------------- | ---------------------- | ---------------------- | ---------------------- | ---------------------- | ---------------------- | ---------------------- |
| 1                      | Новак Джокович (SRB)        | 11,540                 | 14                     | 1                      | 1                      | 1                      | ▬                      |
| 2                      | Данило Медведєв (RUS)       | 8,640                  | 23                     | 4                      | 2                      | 4                      | ▲2                     |
| 3                      | Александр Зверєв (GER)      | 7,840                  | 23                     | 7                      | 3                      | 7                      | ▲4                     |
| 4                      | Стефанос Ціціпас (GRE)      | 6,540                  | 26                     | 6                      | 3                      | 6                      | ▲2                     |
| 5                      | Андрій Рубльов (RUS)        | 5,150                  | 28                     | 8                      | 5                      | 8                      | ▲3                     |
| 6                      | Рафаель Надаль (ESP)        | 4,875                  | 11                     | 2                      | 2                      | 6                      | ▼4                     |
| 7                      | Маттео Берреттіні (ITA)     | 4,568                  | 21                     | 10                     | 7                      | 10                     | ▲3                     |
| 8                      | Каспер Рууд (NOR)           | 4,160                  | 35                     | 27                     | 8                      | 28                     | ▲19                    |
| 9                      | Губерт Гуркач (POL)         | 3,706                  | 32                     | 34                     | 9                      | 37                     | ▲25                    |
| 10                     | Яннік Сіннер (ITA)          | 3,350                  | 42                     | 37                     | 9                      | 36                     | ▲27                    |
| 11                     | Фелікс Оже-Аліассім (CAN)   | 3,308                  | 28                     | 21                     | 10                     | 22                     | ▲10                    |
| 12                     | Кемерон Норрі (GBR)         | 2,945                  | 31                     | 71                     | 12                     | 74                     | ▲59                    |
| 13                     | Дієго Шварцман (ARG)        | 2,625                  | 25                     | 9                      | 9                      | 16                     | ▼4                     |
| 14                     | Денис Шаповалов (CAN)       | 2,475                  | 28                     | 12                     | 10                     | 19                     | ▼2                     |
| 15                     | Домінік Тім (AUT)           | 2,425                  | 15                     | 3                      | 3                      | 15                     | ▼12                    |
| 16                     | Роджер Федерер (SUI)        | 2,385                  | 8                      | 5                      | 5                      | 16                     | ▼11                    |
| 17                     | Крістіан Гарін (CHI)        | 2,353                  | 30                     | 22                     | 17                     | 25                     | ▲5                     |
| 18                     | Аслан Карацев (RUS)         | 2,351                  | 40                     | 112                    | 15                     | 114                    | ▲94                    |
| 19                     | Роберто Баутіста Аґут (ESP) | 2,260                  | 27                     | 13                     | 10                     | 21                     | ▼6                     |
| 20                     | Пабло Карреньо Буста (ESP)  | 2,230                  | 25                     | 16                     | 11                     | 20                     | ▼4                     |

#### Лідери рейтингу
| Тенісист             | Від         | До          |
| -------------------- | ----------- | ----------- |
| Новак Джокович (SRB) | Кінець 2020 | Кінець 2021 |

### Парний розряд
| Фінал ATP 2021 — фінальний рейтинг | Фінал ATP 2021 — фінальний рейтинг              | Фінал ATP 2021 — фінальний рейтинг | Фінал ATP 2021 — фінальний рейтинг |
| #                                  | Пара                                            | Очки                               | Турн.                              |
| ---------------------------------- | ----------------------------------------------- | ---------------------------------- | ---------------------------------- |
| 1                                  | Мате Павич (CRO) Нікола Мектич (CRO)            | 9,275                              | 20                                 |
| 2                                  | Ражів Рам (USA) Джо Солсбері (GBR)              | 8,140                              | 19                                 |
| 3                                  | П'єр-Юг Ербер (FRA) Ніколя Маю (FRA)            | 5,990                              | 13                                 |
| 4                                  | Марсель Гранольєрс (ESP) Орасіо Себальйос (ARG) | 4,935                              | 14                                 |
| 5                                  | Хуан Себастьян Кабаль (COL) Роберт Фара (COL)   | 4,460                              | 21                                 |
| 6                                  | Іван Додіг (CRO) Філіп Полашек (SVK)            | 3,430                              | 13                                 |
| 7                                  | Кевін Кравіц (GER) Горія Текеу (ROU)            | 3,310                              | 15                                 |
| 8                                  | Джеймі Маррей (GBR) Бруно Соарес (BRA)          | 3,230                              | 16                                 |
| 9                                  | Джон Пірс (тенісист) (AUS) Філіп Полашек (SVK)  | 2,500                              | 8                                  |
| 10                                 | Сімоне Болеллі (ITA) Максімо Гонсалес (ARG)     | 2,385                              | 19                                 |

| Рейтинг на кінець року | Рейтинг на кінець року      | Рейтинг на кінець року | Рейтинг на кінець року | Рейтинг на кінець року | Рейтинг на кінець року | Рейтинг на кінець року | Рейтинг на кінець року |
| #                      | Гравець                     | Очки                   | Турн                   | '20                    | Макс                   | Мін                    | '20→'21                |
| ---------------------- | --------------------------- | ---------------------- | ---------------------- | ---------------------- | ---------------------- | ---------------------- | ---------------------- |
| 1                      | Мате Павич (CRO)            | 10,265                 | 29                     | 4                      | 1                      | 4                      | ▲3                     |
| 2                      | Нікола Мектич (CRO)         | 9,830                  | 29                     | 8                      | 1                      | 8                      | ▲6                     |
| 3                      | Джо Солсбері (GBR)          | 9,610                  | 27                     | 12                     | 3                      | 15                     | ▲9                     |
| 4                      | Ражів Рам (USA)             | 9,400                  | 26                     | 14                     | 4                      | 17                     | ▲10                    |
| 5                      | Ніколя Маю (FRA)            | 7,735                  | 26                     | 6                      | 2                      | 8                      | ▲1                     |
| 6                      | Орасіо Себальйос (ARG)      | 7,100                  | 22                     | 3                      | 3                      | 8                      | ▼3                     |
| 7                      | Марсель Гранольєрс (ESP)    | 7,043                  | 23                     | 9                      | 5                      | 13                     | ▲2                     |
| 8                      | П'єр-Юг Ербер (FRA)         | 6,660                  | 20                     | 23                     | 5                      | 25                     | ▲15                    |
| 9                      | Філіп Полашек (SVK)         | 6,460                  | 32                     | 17                     | 8                      | 17                     | ▲8                     |
| 10T                    | Хуан Себастьян Кабаль (COL) | 5,525                  | 25                     | 2                      | 2                      | 15                     | ▼8                     |
| 10T                    | Роберт Фара (COL)           | 5,525                  | 25                     | 1                      | 1                      | 12                     | ▼9                     |
| 12                     | Іван Додіг (CRO)            | 5,165                  | 31                     | 16                     | 7                      | 16                     | ▲4                     |
| 13                     | Джон Пірс (тенісист) (AUS)  | 5,080                  | 27                     | 28                     | 12                     | 28                     | ▲15                    |
| 14                     | Кевін Кравіц (GER)          | 4,698                  | 32                     | 19                     | 11                     | 20                     | ▲5                     |
| 15                     | Майкл Вінус (NZL)           | 4,511                  | 25                     | 13                     | 13                     | 21                     | ▼2                     |
| 16                     | Бруно Соарес (BRA)          | 4,465                  | 24                     | 7                      | 4                      | 16                     | ▼9                     |
| 17                     | Горія Текеу (ROU)           | 4,410                  | 22                     | 22                     | 15                     | 24                     | ▲5                     |
| 18                     | Тім Пютц (GER)              | 4,218                  | 28                     | 61                     | 17                     | 62                     | ▲43                    |
| 19                     | Джеймі Маррей (GBR)         | 4,108                  | 31                     | 24                     | 17                     | 24                     | ▲5                     |
| 20                     | Ніл Скупскі (GBR)           | 3,578                  | 35                     | 27                     | 14                     | 27                     | ▲7                     |

#### Лідери рейтингу
| Тенісист            | Від              | До               |
| ------------------- | ---------------- | ---------------- |
| Роберт Фара (COL)   | Кінець 2020      | 4 квітня 2021    |
| Мате Павич (CRO)    | 5 квітня 2021    | 17 жовтня 2021   |
| Нікола Мектич (CRO) | 18 жовтня 2021   | 7 листопада 2021 |
| Mate Pavić (CRO)    | 8 листопада 2021 | Кінець 2021      |

### Покращили рейтинг
Гравці, які досягли найвищого в кар'єрі рейтингу (перші 50 місць, жирним шрифтом виділено місця з першої десятки): 
Одиночний розряд
- Міомір Кецмановіч (№ 38, 8 березня)
- Данило Медведєв (reached Ранг 2, 15 березня)
- Уго Юмбер (№ 25, 21 червня)
- Алекс де Мінор (№ 15, 28 червня)
- Стефанос Ціціпас (reached Ранг 3, 9 серпня)
- Алехандро Давидович Фокіна (№ 32, 30 серпня)
- Андрій Рубльов (reached Ранг 5, 13 вересня)
- Маттео Берреттіні (reached Ранг 7, 13 вересня)
- Крістіан Гарін (№ 17, 13 вересня)
- Рейллі Опелка (№ 19, 13 вересня)
- Ллойд Гарріс[en] (№ 31, 13 вересня)
- Олександр Бублик[en] (№ 34, 13 вересня)
- Ден Еванс[en] (№ 22, 27 вересня)
- Лоренцо Сонего (№ 21, 4 жовтня)
- Себастьян Корда[en] (№ 38, 18 жовтня)
- Ілля Івашко (№ 43, 18 жовтня)
- Каспер Рууд (reached Ранг 8, 25 жовтня)
- Яннік Сіннер (reached Ранг 9, 1 листопада)
- Квон Сун-ву[en] (№ 52, 1 листопада)
- Губерт Гуркач (reached Ранг 9, 8 листопада)
- Кемерон Норрі (№ 12, 8 листопада)
- Аслан Карацев (№ 15, 8 листопада)
- Тейлор Фріц (№ 23, 8 листопада)
- Карлос Алькарас (№ 32, 8 листопада)
- Джеймс Дакворт[en] (№ 47, 8 листопада)
- Фелікс Оже-Аліассім (reached Ранг 10, 15 листопада)
- Томмі Пол (№ 43, 15 листопада)

Парний розряд
- Йоран Вліґен[en] (№ 28, 14 червня)
- Філіпп Освальд[en] (№ 31, 21 червня)
- Ніл Скупскі (№ 14, 9 серпня)
- Ражів Рам (reached Ранг 4, 20 вересня)
- Матве Мідделкоп[en] (№ 26, 4 жовтня)
- Нікола Мектич (reached Ранг 1, 18 жовтня)
- Макс Перселл (№ 28, 18 жовтня)
- Губерт Гуркач (№ 44, 25 жовтня)
- Люк Савіль[en] (№ 23, 8 листопада)
- Сандер Жіє[en] (№ 24, 8 листопада)
- Андрій Голубєв[en] (№ 25, 8 листопада)
- Марсело Аревало (№ 31, 8 листопада)
- Нікола Чачиц[en] (№ 35, 8 листопада)
- Юго Нис[en] (№ 41, 8 листопада)
- Томіслав Бркич[en] (№ 46, 8 листопада)
- Олександр Бублик[en] (№ 47, 8 листопада)
- Тім Пютц (№ 17, 15 листопада)
- Ґонсало Ескобар[en] (№ 38, 15 листопада)
- Аріель Беар[en] (№ 41, 15 листопада)

### Нарахування очок
| Категорія                                | W                       | F                    | ПФ                  | ЧФ                                                                                            | R16                                                                                           | R32                                                                                           | R64                                                                                           | R128                                                                                          | Q                                                                                             | К3р                                                                                           | К2р                                                                                           | К1р                                                                                           |
| Турніри Великого шлему (128S)            | 2000                    | 1200                 | 720                 | 360                                                                                           | 180                                                                                           | 90                                                                                            | 45                                                                                            | 10                                                                                            | 25                                                                                            | 16                                                                                            | 8                                                                                             | 0                                                                                             |
| Турніри Великого шлему (64D)             | 2000                    | 1200                 | 720                 | 360                                                                                           | 180                                                                                           | 90                                                                                            | 0                                                                                             | –                                                                                             | 25                                                                                            | –                                                                                             | 0                                                                                             | 0                                                                                             |
| Фінал ATP (8S/8D)                        | 1500 (max) 1100 (min)   | 1000 (max) 600 (min) | 600 (max) 200 (min) | 200 за перемогу в круговому турнірі, +400 за перемогу в півфіналі, +500 за перемогу у фіналі. | 200 за перемогу в круговому турнірі, +400 за перемогу в півфіналі, +500 за перемогу у фіналі. | 200 за перемогу в круговому турнірі, +400 за перемогу в півфіналі, +500 за перемогу у фіналі. | 200 за перемогу в круговому турнірі, +400 за перемогу в півфіналі, +500 за перемогу у фіналі. | 200 за перемогу в круговому турнірі, +400 за перемогу в півфіналі, +500 за перемогу у фіналі. | 200 за перемогу в круговому турнірі, +400 за перемогу в півфіналі, +500 за перемогу у фіналі. | 200 за перемогу в круговому турнірі, +400 за перемогу в півфіналі, +500 за перемогу у фіналі. | 200 за перемогу в круговому турнірі, +400 за перемогу в півфіналі, +500 за перемогу у фіналі. | 200 за перемогу в круговому турнірі, +400 за перемогу в півфіналі, +500 за перемогу у фіналі. |
| Тур ATP Мастерс (96S)                    | 1000                    | 600                  | 360                 | 180                                                                                           | 90                                                                                            | 45                                                                                            | 25                                                                                            | 10                                                                                            | 16                                                                                            | –                                                                                             | 8                                                                                             | 0                                                                                             |
| Тур ATP Мастерс (56S/48S)                | 1000                    | 600                  | 360                 | 180                                                                                           | 90                                                                                            | 45                                                                                            | 10                                                                                            | –                                                                                             | 25                                                                                            | –                                                                                             | 16                                                                                            | 0                                                                                             |
| Тур ATP Мастерс (32D)                    | 1000                    | 600                  | 360                 | 180                                                                                           | 90                                                                                            | 0                                                                                             | –                                                                                             | –                                                                                             | –                                                                                             | –                                                                                             | –                                                                                             | –                                                                                             |
| Теніс на літніх Олімпійських іграх (64S) | –                       | –                    | –                   | –                                                                                             | –                                                                                             | –                                                                                             | –                                                                                             | –                                                                                             | –                                                                                             | –                                                                                             | –                                                                                             | –                                                                                             |
| Тур ATP 500 (48S)                        | 500                     | 300                  | 180                 | 90                                                                                            | 45                                                                                            | 20                                                                                            | 0                                                                                             | –                                                                                             | 10                                                                                            | –                                                                                             | 4                                                                                             | 0                                                                                             |
| Тур ATP 500 (32S)                        | 500                     | 300                  | 180                 | 90                                                                                            | 45                                                                                            | 0                                                                                             | –                                                                                             | –                                                                                             | 20                                                                                            | –                                                                                             | 10                                                                                            | 0                                                                                             |
| Тур ATP 500 (16D)                        | 500                     | 300                  | 180                 | 90                                                                                            | 0                                                                                             | –                                                                                             | –                                                                                             | –                                                                                             | 45                                                                                            | –                                                                                             | 25                                                                                            | 0                                                                                             |
| Тур ATP 250 (56S/48S)                    | 250                     | 150                  | 90                  | 45                                                                                            | 20                                                                                            | 10                                                                                            | 0                                                                                             | –                                                                                             | 5                                                                                             | –                                                                                             | 3                                                                                             | 0                                                                                             |
| Тур ATP 250 (32S/28S)                    | 250                     | 150                  | 90                  | 45                                                                                            | 20                                                                                            | 0                                                                                             | –                                                                                             | –                                                                                             | 12                                                                                            | –                                                                                             | 6                                                                                             | 0                                                                                             |
| Тур ATP 250 (16D)                        | 250                     | 150                  | 90                  | 45                                                                                            | 0                                                                                             | –                                                                                             | –                                                                                             | –                                                                                             | –                                                                                             | –                                                                                             | –                                                                                             | –                                                                                             |
| Кубок ATP                                | S 500 (max) D 250 (max) |                      |                     |                                                                                               |                                                                                               |                                                                                               |                                                                                               |                                                                                               |                                                                                               |                                                                                               |                                                                                               |                                                                                               |

## Завершили кар'єру
- Олександр Долгополов
- Гільєрмо Гарсія-Лопес
- Мартін Кліжан
- Юліан Ноул
- Роберт Ліндстедт
- Паоло Лоренці
- Лу Єн-Сун
- Леонардо Маєр
- Юрген Мельцер
- Леандер Паес
- Віктор Троїцький

## Відновили кар'єру
- Ксав'є Малісс